# Defensa dels dos cavalls
La defensa dels dos cavalls és una obertura d'escacs caracteritzada pels moviments:
1.e4 e5
2.Cf3 Cc6
3.Ac4 Cf6
Documentada per primer cop per Polerio
(c.1550–c.1610) a les darreries del segle xvi, aquesta línia de l'obertura italiana fou molt desenvolupada al segle xix.
La tercera jugada de les negres és una defensa més agressiva que no pas el Giuoco Piano que podria resultar de 3...Ac5.
De fet, en Bronstein va suggerir que el terme "defensa" potser no és aplicable en aquest cas, i que la denominació de "Contraatac Txigorin" podria ser més escaient.
La defensa dels dos cavalls ha estat adoptada amb negres per molts jugadors agressius, incloent en Txigorin i Keres, i els Campions del món Mikhaïl Tal i Borís Spasski.
La teoria d'aquesta obertura ha estat explorada extensivament en escacs per correspondència per jugadors com ara Hans Berliner i Iàkov Estrin.
|  |

## Variants principals
|   | a | b | c | d | e | f | g | h |   |
| 8 | a8 negres torre · c8 negres alfil · d8 negres dama · e8 negres rei · f8 negres alfil · h8 negres torre · a7 negres peó · b7 negres peó · c7 negres peó · d7 negres peó · f7 negres peó · g7 negres peó · h7 negres peó · c6 negres cavall · e5 negres peó · c4 blanques alfil · e4 negres cavall · c3 blanques cavall · f3 blanques cavall · a2 blanques peó · b2 blanques peó · c2 blanques peó · d2 blanques peó · f2 blanques peó · g2 blanques peó · h2 blanques peó · a1 blanques torre · c1 blanques alfil · d1 blanques dama · f1 blanques torre · g1 blanques rei | a8 negres torre · c8 negres alfil · d8 negres dama · e8 negres rei · f8 negres alfil · h8 negres torre · a7 negres peó · b7 negres peó · c7 negres peó · d7 negres peó · f7 negres peó · g7 negres peó · h7 negres peó · c6 negres cavall · e5 negres peó · c4 blanques alfil · e4 negres cavall · c3 blanques cavall · f3 blanques cavall · a2 blanques peó · b2 blanques peó · c2 blanques peó · d2 blanques peó · f2 blanques peó · g2 blanques peó · h2 blanques peó · a1 blanques torre · c1 blanques alfil · d1 blanques dama · f1 blanques torre · g1 blanques rei | a8 negres torre · c8 negres alfil · d8 negres dama · e8 negres rei · f8 negres alfil · h8 negres torre · a7 negres peó · b7 negres peó · c7 negres peó · d7 negres peó · f7 negres peó · g7 negres peó · h7 negres peó · c6 negres cavall · e5 negres peó · c4 blanques alfil · e4 negres cavall · c3 blanques cavall · f3 blanques cavall · a2 blanques peó · b2 blanques peó · c2 blanques peó · d2 blanques peó · f2 blanques peó · g2 blanques peó · h2 blanques peó · a1 blanques torre · c1 blanques alfil · d1 blanques dama · f1 blanques torre · g1 blanques rei | a8 negres torre · c8 negres alfil · d8 negres dama · e8 negres rei · f8 negres alfil · h8 negres torre · a7 negres peó · b7 negres peó · c7 negres peó · d7 negres peó · f7 negres peó · g7 negres peó · h7 negres peó · c6 negres cavall · e5 negres peó · c4 blanques alfil · e4 negres cavall · c3 blanques cavall · f3 blanques cavall · a2 blanques peó · b2 blanques peó · c2 blanques peó · d2 blanques peó · f2 blanques peó · g2 blanques peó · h2 blanques peó · a1 blanques torre · c1 blanques alfil · d1 blanques dama · f1 blanques torre · g1 blanques rei | a8 negres torre · c8 negres alfil · d8 negres dama · e8 negres rei · f8 negres alfil · h8 negres torre · a7 negres peó · b7 negres peó · c7 negres peó · d7 negres peó · f7 negres peó · g7 negres peó · h7 negres peó · c6 negres cavall · e5 negres peó · c4 blanques alfil · e4 negres cavall · c3 blanques cavall · f3 blanques cavall · a2 blanques peó · b2 blanques peó · c2 blanques peó · d2 blanques peó · f2 blanques peó · g2 blanques peó · h2 blanques peó · a1 blanques torre · c1 blanques alfil · d1 blanques dama · f1 blanques torre · g1 blanques rei | a8 negres torre · c8 negres alfil · d8 negres dama · e8 negres rei · f8 negres alfil · h8 negres torre · a7 negres peó · b7 negres peó · c7 negres peó · d7 negres peó · f7 negres peó · g7 negres peó · h7 negres peó · c6 negres cavall · e5 negres peó · c4 blanques alfil · e4 negres cavall · c3 blanques cavall · f3 blanques cavall · a2 blanques peó · b2 blanques peó · c2 blanques peó · d2 blanques peó · f2 blanques peó · g2 blanques peó · h2 blanques peó · a1 blanques torre · c1 blanques alfil · d1 blanques dama · f1 blanques torre · g1 blanques rei | a8 negres torre · c8 negres alfil · d8 negres dama · e8 negres rei · f8 negres alfil · h8 negres torre · a7 negres peó · b7 negres peó · c7 negres peó · d7 negres peó · f7 negres peó · g7 negres peó · h7 negres peó · c6 negres cavall · e5 negres peó · c4 blanques alfil · e4 negres cavall · c3 blanques cavall · f3 blanques cavall · a2 blanques peó · b2 blanques peó · c2 blanques peó · d2 blanques peó · f2 blanques peó · g2 blanques peó · h2 blanques peó · a1 blanques torre · c1 blanques alfil · d1 blanques dama · f1 blanques torre · g1 blanques rei | a8 negres torre · c8 negres alfil · d8 negres dama · e8 negres rei · f8 negres alfil · h8 negres torre · a7 negres peó · b7 negres peó · c7 negres peó · d7 negres peó · f7 negres peó · g7 negres peó · h7 negres peó · c6 negres cavall · e5 negres peó · c4 blanques alfil · e4 negres cavall · c3 blanques cavall · f3 blanques cavall · a2 blanques peó · b2 blanques peó · c2 blanques peó · d2 blanques peó · f2 blanques peó · g2 blanques peó · h2 blanques peó · a1 blanques torre · c1 blanques alfil · d1 blanques dama · f1 blanques torre · g1 blanques rei | 8 |
| 7 | a8 negres torre · c8 negres alfil · d8 negres dama · e8 negres rei · f8 negres alfil · h8 negres torre · a7 negres peó · b7 negres peó · c7 negres peó · d7 negres peó · f7 negres peó · g7 negres peó · h7 negres peó · c6 negres cavall · e5 negres peó · c4 blanques alfil · e4 negres cavall · c3 blanques cavall · f3 blanques cavall · a2 blanques peó · b2 blanques peó · c2 blanques peó · d2 blanques peó · f2 blanques peó · g2 blanques peó · h2 blanques peó · a1 blanques torre · c1 blanques alfil · d1 blanques dama · f1 blanques torre · g1 blanques rei | a8 negres torre · c8 negres alfil · d8 negres dama · e8 negres rei · f8 negres alfil · h8 negres torre · a7 negres peó · b7 negres peó · c7 negres peó · d7 negres peó · f7 negres peó · g7 negres peó · h7 negres peó · c6 negres cavall · e5 negres peó · c4 blanques alfil · e4 negres cavall · c3 blanques cavall · f3 blanques cavall · a2 blanques peó · b2 blanques peó · c2 blanques peó · d2 blanques peó · f2 blanques peó · g2 blanques peó · h2 blanques peó · a1 blanques torre · c1 blanques alfil · d1 blanques dama · f1 blanques torre · g1 blanques rei | a8 negres torre · c8 negres alfil · d8 negres dama · e8 negres rei · f8 negres alfil · h8 negres torre · a7 negres peó · b7 negres peó · c7 negres peó · d7 negres peó · f7 negres peó · g7 negres peó · h7 negres peó · c6 negres cavall · e5 negres peó · c4 blanques alfil · e4 negres cavall · c3 blanques cavall · f3 blanques cavall · a2 blanques peó · b2 blanques peó · c2 blanques peó · d2 blanques peó · f2 blanques peó · g2 blanques peó · h2 blanques peó · a1 blanques torre · c1 blanques alfil · d1 blanques dama · f1 blanques torre · g1 blanques rei | a8 negres torre · c8 negres alfil · d8 negres dama · e8 negres rei · f8 negres alfil · h8 negres torre · a7 negres peó · b7 negres peó · c7 negres peó · d7 negres peó · f7 negres peó · g7 negres peó · h7 negres peó · c6 negres cavall · e5 negres peó · c4 blanques alfil · e4 negres cavall · c3 blanques cavall · f3 blanques cavall · a2 blanques peó · b2 blanques peó · c2 blanques peó · d2 blanques peó · f2 blanques peó · g2 blanques peó · h2 blanques peó · a1 blanques torre · c1 blanques alfil · d1 blanques dama · f1 blanques torre · g1 blanques rei | a8 negres torre · c8 negres alfil · d8 negres dama · e8 negres rei · f8 negres alfil · h8 negres torre · a7 negres peó · b7 negres peó · c7 negres peó · d7 negres peó · f7 negres peó · g7 negres peó · h7 negres peó · c6 negres cavall · e5 negres peó · c4 blanques alfil · e4 negres cavall · c3 blanques cavall · f3 blanques cavall · a2 blanques peó · b2 blanques peó · c2 blanques peó · d2 blanques peó · f2 blanques peó · g2 blanques peó · h2 blanques peó · a1 blanques torre · c1 blanques alfil · d1 blanques dama · f1 blanques torre · g1 blanques rei | a8 negres torre · c8 negres alfil · d8 negres dama · e8 negres rei · f8 negres alfil · h8 negres torre · a7 negres peó · b7 negres peó · c7 negres peó · d7 negres peó · f7 negres peó · g7 negres peó · h7 negres peó · c6 negres cavall · e5 negres peó · c4 blanques alfil · e4 negres cavall · c3 blanques cavall · f3 blanques cavall · a2 blanques peó · b2 blanques peó · c2 blanques peó · d2 blanques peó · f2 blanques peó · g2 blanques peó · h2 blanques peó · a1 blanques torre · c1 blanques alfil · d1 blanques dama · f1 blanques torre · g1 blanques rei | a8 negres torre · c8 negres alfil · d8 negres dama · e8 negres rei · f8 negres alfil · h8 negres torre · a7 negres peó · b7 negres peó · c7 negres peó · d7 negres peó · f7 negres peó · g7 negres peó · h7 negres peó · c6 negres cavall · e5 negres peó · c4 blanques alfil · e4 negres cavall · c3 blanques cavall · f3 blanques cavall · a2 blanques peó · b2 blanques peó · c2 blanques peó · d2 blanques peó · f2 blanques peó · g2 blanques peó · h2 blanques peó · a1 blanques torre · c1 blanques alfil · d1 blanques dama · f1 blanques torre · g1 blanques rei | a8 negres torre · c8 negres alfil · d8 negres dama · e8 negres rei · f8 negres alfil · h8 negres torre · a7 negres peó · b7 negres peó · c7 negres peó · d7 negres peó · f7 negres peó · g7 negres peó · h7 negres peó · c6 negres cavall · e5 negres peó · c4 blanques alfil · e4 negres cavall · c3 blanques cavall · f3 blanques cavall · a2 blanques peó · b2 blanques peó · c2 blanques peó · d2 blanques peó · f2 blanques peó · g2 blanques peó · h2 blanques peó · a1 blanques torre · c1 blanques alfil · d1 blanques dama · f1 blanques torre · g1 blanques rei | 7 |
| 6 | a8 negres torre · c8 negres alfil · d8 negres dama · e8 negres rei · f8 negres alfil · h8 negres torre · a7 negres peó · b7 negres peó · c7 negres peó · d7 negres peó · f7 negres peó · g7 negres peó · h7 negres peó · c6 negres cavall · e5 negres peó · c4 blanques alfil · e4 negres cavall · c3 blanques cavall · f3 blanques cavall · a2 blanques peó · b2 blanques peó · c2 blanques peó · d2 blanques peó · f2 blanques peó · g2 blanques peó · h2 blanques peó · a1 blanques torre · c1 blanques alfil · d1 blanques dama · f1 blanques torre · g1 blanques rei | a8 negres torre · c8 negres alfil · d8 negres dama · e8 negres rei · f8 negres alfil · h8 negres torre · a7 negres peó · b7 negres peó · c7 negres peó · d7 negres peó · f7 negres peó · g7 negres peó · h7 negres peó · c6 negres cavall · e5 negres peó · c4 blanques alfil · e4 negres cavall · c3 blanques cavall · f3 blanques cavall · a2 blanques peó · b2 blanques peó · c2 blanques peó · d2 blanques peó · f2 blanques peó · g2 blanques peó · h2 blanques peó · a1 blanques torre · c1 blanques alfil · d1 blanques dama · f1 blanques torre · g1 blanques rei | a8 negres torre · c8 negres alfil · d8 negres dama · e8 negres rei · f8 negres alfil · h8 negres torre · a7 negres peó · b7 negres peó · c7 negres peó · d7 negres peó · f7 negres peó · g7 negres peó · h7 negres peó · c6 negres cavall · e5 negres peó · c4 blanques alfil · e4 negres cavall · c3 blanques cavall · f3 blanques cavall · a2 blanques peó · b2 blanques peó · c2 blanques peó · d2 blanques peó · f2 blanques peó · g2 blanques peó · h2 blanques peó · a1 blanques torre · c1 blanques alfil · d1 blanques dama · f1 blanques torre · g1 blanques rei | a8 negres torre · c8 negres alfil · d8 negres dama · e8 negres rei · f8 negres alfil · h8 negres torre · a7 negres peó · b7 negres peó · c7 negres peó · d7 negres peó · f7 negres peó · g7 negres peó · h7 negres peó · c6 negres cavall · e5 negres peó · c4 blanques alfil · e4 negres cavall · c3 blanques cavall · f3 blanques cavall · a2 blanques peó · b2 blanques peó · c2 blanques peó · d2 blanques peó · f2 blanques peó · g2 blanques peó · h2 blanques peó · a1 blanques torre · c1 blanques alfil · d1 blanques dama · f1 blanques torre · g1 blanques rei | a8 negres torre · c8 negres alfil · d8 negres dama · e8 negres rei · f8 negres alfil · h8 negres torre · a7 negres peó · b7 negres peó · c7 negres peó · d7 negres peó · f7 negres peó · g7 negres peó · h7 negres peó · c6 negres cavall · e5 negres peó · c4 blanques alfil · e4 negres cavall · c3 blanques cavall · f3 blanques cavall · a2 blanques peó · b2 blanques peó · c2 blanques peó · d2 blanques peó · f2 blanques peó · g2 blanques peó · h2 blanques peó · a1 blanques torre · c1 blanques alfil · d1 blanques dama · f1 blanques torre · g1 blanques rei | a8 negres torre · c8 negres alfil · d8 negres dama · e8 negres rei · f8 negres alfil · h8 negres torre · a7 negres peó · b7 negres peó · c7 negres peó · d7 negres peó · f7 negres peó · g7 negres peó · h7 negres peó · c6 negres cavall · e5 negres peó · c4 blanques alfil · e4 negres cavall · c3 blanques cavall · f3 blanques cavall · a2 blanques peó · b2 blanques peó · c2 blanques peó · d2 blanques peó · f2 blanques peó · g2 blanques peó · h2 blanques peó · a1 blanques torre · c1 blanques alfil · d1 blanques dama · f1 blanques torre · g1 blanques rei | a8 negres torre · c8 negres alfil · d8 negres dama · e8 negres rei · f8 negres alfil · h8 negres torre · a7 negres peó · b7 negres peó · c7 negres peó · d7 negres peó · f7 negres peó · g7 negres peó · h7 negres peó · c6 negres cavall · e5 negres peó · c4 blanques alfil · e4 negres cavall · c3 blanques cavall · f3 blanques cavall · a2 blanques peó · b2 blanques peó · c2 blanques peó · d2 blanques peó · f2 blanques peó · g2 blanques peó · h2 blanques peó · a1 blanques torre · c1 blanques alfil · d1 blanques dama · f1 blanques torre · g1 blanques rei | a8 negres torre · c8 negres alfil · d8 negres dama · e8 negres rei · f8 negres alfil · h8 negres torre · a7 negres peó · b7 negres peó · c7 negres peó · d7 negres peó · f7 negres peó · g7 negres peó · h7 negres peó · c6 negres cavall · e5 negres peó · c4 blanques alfil · e4 negres cavall · c3 blanques cavall · f3 blanques cavall · a2 blanques peó · b2 blanques peó · c2 blanques peó · d2 blanques peó · f2 blanques peó · g2 blanques peó · h2 blanques peó · a1 blanques torre · c1 blanques alfil · d1 blanques dama · f1 blanques torre · g1 blanques rei | 6 |
| 5 | a8 negres torre · c8 negres alfil · d8 negres dama · e8 negres rei · f8 negres alfil · h8 negres torre · a7 negres peó · b7 negres peó · c7 negres peó · d7 negres peó · f7 negres peó · g7 negres peó · h7 negres peó · c6 negres cavall · e5 negres peó · c4 blanques alfil · e4 negres cavall · c3 blanques cavall · f3 blanques cavall · a2 blanques peó · b2 blanques peó · c2 blanques peó · d2 blanques peó · f2 blanques peó · g2 blanques peó · h2 blanques peó · a1 blanques torre · c1 blanques alfil · d1 blanques dama · f1 blanques torre · g1 blanques rei | a8 negres torre · c8 negres alfil · d8 negres dama · e8 negres rei · f8 negres alfil · h8 negres torre · a7 negres peó · b7 negres peó · c7 negres peó · d7 negres peó · f7 negres peó · g7 negres peó · h7 negres peó · c6 negres cavall · e5 negres peó · c4 blanques alfil · e4 negres cavall · c3 blanques cavall · f3 blanques cavall · a2 blanques peó · b2 blanques peó · c2 blanques peó · d2 blanques peó · f2 blanques peó · g2 blanques peó · h2 blanques peó · a1 blanques torre · c1 blanques alfil · d1 blanques dama · f1 blanques torre · g1 blanques rei | a8 negres torre · c8 negres alfil · d8 negres dama · e8 negres rei · f8 negres alfil · h8 negres torre · a7 negres peó · b7 negres peó · c7 negres peó · d7 negres peó · f7 negres peó · g7 negres peó · h7 negres peó · c6 negres cavall · e5 negres peó · c4 blanques alfil · e4 negres cavall · c3 blanques cavall · f3 blanques cavall · a2 blanques peó · b2 blanques peó · c2 blanques peó · d2 blanques peó · f2 blanques peó · g2 blanques peó · h2 blanques peó · a1 blanques torre · c1 blanques alfil · d1 blanques dama · f1 blanques torre · g1 blanques rei | a8 negres torre · c8 negres alfil · d8 negres dama · e8 negres rei · f8 negres alfil · h8 negres torre · a7 negres peó · b7 negres peó · c7 negres peó · d7 negres peó · f7 negres peó · g7 negres peó · h7 negres peó · c6 negres cavall · e5 negres peó · c4 blanques alfil · e4 negres cavall · c3 blanques cavall · f3 blanques cavall · a2 blanques peó · b2 blanques peó · c2 blanques peó · d2 blanques peó · f2 blanques peó · g2 blanques peó · h2 blanques peó · a1 blanques torre · c1 blanques alfil · d1 blanques dama · f1 blanques torre · g1 blanques rei | a8 negres torre · c8 negres alfil · d8 negres dama · e8 negres rei · f8 negres alfil · h8 negres torre · a7 negres peó · b7 negres peó · c7 negres peó · d7 negres peó · f7 negres peó · g7 negres peó · h7 negres peó · c6 negres cavall · e5 negres peó · c4 blanques alfil · e4 negres cavall · c3 blanques cavall · f3 blanques cavall · a2 blanques peó · b2 blanques peó · c2 blanques peó · d2 blanques peó · f2 blanques peó · g2 blanques peó · h2 blanques peó · a1 blanques torre · c1 blanques alfil · d1 blanques dama · f1 blanques torre · g1 blanques rei | a8 negres torre · c8 negres alfil · d8 negres dama · e8 negres rei · f8 negres alfil · h8 negres torre · a7 negres peó · b7 negres peó · c7 negres peó · d7 negres peó · f7 negres peó · g7 negres peó · h7 negres peó · c6 negres cavall · e5 negres peó · c4 blanques alfil · e4 negres cavall · c3 blanques cavall · f3 blanques cavall · a2 blanques peó · b2 blanques peó · c2 blanques peó · d2 blanques peó · f2 blanques peó · g2 blanques peó · h2 blanques peó · a1 blanques torre · c1 blanques alfil · d1 blanques dama · f1 blanques torre · g1 blanques rei | a8 negres torre · c8 negres alfil · d8 negres dama · e8 negres rei · f8 negres alfil · h8 negres torre · a7 negres peó · b7 negres peó · c7 negres peó · d7 negres peó · f7 negres peó · g7 negres peó · h7 negres peó · c6 negres cavall · e5 negres peó · c4 blanques alfil · e4 negres cavall · c3 blanques cavall · f3 blanques cavall · a2 blanques peó · b2 blanques peó · c2 blanques peó · d2 blanques peó · f2 blanques peó · g2 blanques peó · h2 blanques peó · a1 blanques torre · c1 blanques alfil · d1 blanques dama · f1 blanques torre · g1 blanques rei | a8 negres torre · c8 negres alfil · d8 negres dama · e8 negres rei · f8 negres alfil · h8 negres torre · a7 negres peó · b7 negres peó · c7 negres peó · d7 negres peó · f7 negres peó · g7 negres peó · h7 negres peó · c6 negres cavall · e5 negres peó · c4 blanques alfil · e4 negres cavall · c3 blanques cavall · f3 blanques cavall · a2 blanques peó · b2 blanques peó · c2 blanques peó · d2 blanques peó · f2 blanques peó · g2 blanques peó · h2 blanques peó · a1 blanques torre · c1 blanques alfil · d1 blanques dama · f1 blanques torre · g1 blanques rei | 5 |
| 4 | a8 negres torre · c8 negres alfil · d8 negres dama · e8 negres rei · f8 negres alfil · h8 negres torre · a7 negres peó · b7 negres peó · c7 negres peó · d7 negres peó · f7 negres peó · g7 negres peó · h7 negres peó · c6 negres cavall · e5 negres peó · c4 blanques alfil · e4 negres cavall · c3 blanques cavall · f3 blanques cavall · a2 blanques peó · b2 blanques peó · c2 blanques peó · d2 blanques peó · f2 blanques peó · g2 blanques peó · h2 blanques peó · a1 blanques torre · c1 blanques alfil · d1 blanques dama · f1 blanques torre · g1 blanques rei | a8 negres torre · c8 negres alfil · d8 negres dama · e8 negres rei · f8 negres alfil · h8 negres torre · a7 negres peó · b7 negres peó · c7 negres peó · d7 negres peó · f7 negres peó · g7 negres peó · h7 negres peó · c6 negres cavall · e5 negres peó · c4 blanques alfil · e4 negres cavall · c3 blanques cavall · f3 blanques cavall · a2 blanques peó · b2 blanques peó · c2 blanques peó · d2 blanques peó · f2 blanques peó · g2 blanques peó · h2 blanques peó · a1 blanques torre · c1 blanques alfil · d1 blanques dama · f1 blanques torre · g1 blanques rei | a8 negres torre · c8 negres alfil · d8 negres dama · e8 negres rei · f8 negres alfil · h8 negres torre · a7 negres peó · b7 negres peó · c7 negres peó · d7 negres peó · f7 negres peó · g7 negres peó · h7 negres peó · c6 negres cavall · e5 negres peó · c4 blanques alfil · e4 negres cavall · c3 blanques cavall · f3 blanques cavall · a2 blanques peó · b2 blanques peó · c2 blanques peó · d2 blanques peó · f2 blanques peó · g2 blanques peó · h2 blanques peó · a1 blanques torre · c1 blanques alfil · d1 blanques dama · f1 blanques torre · g1 blanques rei | a8 negres torre · c8 negres alfil · d8 negres dama · e8 negres rei · f8 negres alfil · h8 negres torre · a7 negres peó · b7 negres peó · c7 negres peó · d7 negres peó · f7 negres peó · g7 negres peó · h7 negres peó · c6 negres cavall · e5 negres peó · c4 blanques alfil · e4 negres cavall · c3 blanques cavall · f3 blanques cavall · a2 blanques peó · b2 blanques peó · c2 blanques peó · d2 blanques peó · f2 blanques peó · g2 blanques peó · h2 blanques peó · a1 blanques torre · c1 blanques alfil · d1 blanques dama · f1 blanques torre · g1 blanques rei | a8 negres torre · c8 negres alfil · d8 negres dama · e8 negres rei · f8 negres alfil · h8 negres torre · a7 negres peó · b7 negres peó · c7 negres peó · d7 negres peó · f7 negres peó · g7 negres peó · h7 negres peó · c6 negres cavall · e5 negres peó · c4 blanques alfil · e4 negres cavall · c3 blanques cavall · f3 blanques cavall · a2 blanques peó · b2 blanques peó · c2 blanques peó · d2 blanques peó · f2 blanques peó · g2 blanques peó · h2 blanques peó · a1 blanques torre · c1 blanques alfil · d1 blanques dama · f1 blanques torre · g1 blanques rei | a8 negres torre · c8 negres alfil · d8 negres dama · e8 negres rei · f8 negres alfil · h8 negres torre · a7 negres peó · b7 negres peó · c7 negres peó · d7 negres peó · f7 negres peó · g7 negres peó · h7 negres peó · c6 negres cavall · e5 negres peó · c4 blanques alfil · e4 negres cavall · c3 blanques cavall · f3 blanques cavall · a2 blanques peó · b2 blanques peó · c2 blanques peó · d2 blanques peó · f2 blanques peó · g2 blanques peó · h2 blanques peó · a1 blanques torre · c1 blanques alfil · d1 blanques dama · f1 blanques torre · g1 blanques rei | a8 negres torre · c8 negres alfil · d8 negres dama · e8 negres rei · f8 negres alfil · h8 negres torre · a7 negres peó · b7 negres peó · c7 negres peó · d7 negres peó · f7 negres peó · g7 negres peó · h7 negres peó · c6 negres cavall · e5 negres peó · c4 blanques alfil · e4 negres cavall · c3 blanques cavall · f3 blanques cavall · a2 blanques peó · b2 blanques peó · c2 blanques peó · d2 blanques peó · f2 blanques peó · g2 blanques peó · h2 blanques peó · a1 blanques torre · c1 blanques alfil · d1 blanques dama · f1 blanques torre · g1 blanques rei | a8 negres torre · c8 negres alfil · d8 negres dama · e8 negres rei · f8 negres alfil · h8 negres torre · a7 negres peó · b7 negres peó · c7 negres peó · d7 negres peó · f7 negres peó · g7 negres peó · h7 negres peó · c6 negres cavall · e5 negres peó · c4 blanques alfil · e4 negres cavall · c3 blanques cavall · f3 blanques cavall · a2 blanques peó · b2 blanques peó · c2 blanques peó · d2 blanques peó · f2 blanques peó · g2 blanques peó · h2 blanques peó · a1 blanques torre · c1 blanques alfil · d1 blanques dama · f1 blanques torre · g1 blanques rei | 4 |
| 3 | a8 negres torre · c8 negres alfil · d8 negres dama · e8 negres rei · f8 negres alfil · h8 negres torre · a7 negres peó · b7 negres peó · c7 negres peó · d7 negres peó · f7 negres peó · g7 negres peó · h7 negres peó · c6 negres cavall · e5 negres peó · c4 blanques alfil · e4 negres cavall · c3 blanques cavall · f3 blanques cavall · a2 blanques peó · b2 blanques peó · c2 blanques peó · d2 blanques peó · f2 blanques peó · g2 blanques peó · h2 blanques peó · a1 blanques torre · c1 blanques alfil · d1 blanques dama · f1 blanques torre · g1 blanques rei | a8 negres torre · c8 negres alfil · d8 negres dama · e8 negres rei · f8 negres alfil · h8 negres torre · a7 negres peó · b7 negres peó · c7 negres peó · d7 negres peó · f7 negres peó · g7 negres peó · h7 negres peó · c6 negres cavall · e5 negres peó · c4 blanques alfil · e4 negres cavall · c3 blanques cavall · f3 blanques cavall · a2 blanques peó · b2 blanques peó · c2 blanques peó · d2 blanques peó · f2 blanques peó · g2 blanques peó · h2 blanques peó · a1 blanques torre · c1 blanques alfil · d1 blanques dama · f1 blanques torre · g1 blanques rei | a8 negres torre · c8 negres alfil · d8 negres dama · e8 negres rei · f8 negres alfil · h8 negres torre · a7 negres peó · b7 negres peó · c7 negres peó · d7 negres peó · f7 negres peó · g7 negres peó · h7 negres peó · c6 negres cavall · e5 negres peó · c4 blanques alfil · e4 negres cavall · c3 blanques cavall · f3 blanques cavall · a2 blanques peó · b2 blanques peó · c2 blanques peó · d2 blanques peó · f2 blanques peó · g2 blanques peó · h2 blanques peó · a1 blanques torre · c1 blanques alfil · d1 blanques dama · f1 blanques torre · g1 blanques rei | a8 negres torre · c8 negres alfil · d8 negres dama · e8 negres rei · f8 negres alfil · h8 negres torre · a7 negres peó · b7 negres peó · c7 negres peó · d7 negres peó · f7 negres peó · g7 negres peó · h7 negres peó · c6 negres cavall · e5 negres peó · c4 blanques alfil · e4 negres cavall · c3 blanques cavall · f3 blanques cavall · a2 blanques peó · b2 blanques peó · c2 blanques peó · d2 blanques peó · f2 blanques peó · g2 blanques peó · h2 blanques peó · a1 blanques torre · c1 blanques alfil · d1 blanques dama · f1 blanques torre · g1 blanques rei | a8 negres torre · c8 negres alfil · d8 negres dama · e8 negres rei · f8 negres alfil · h8 negres torre · a7 negres peó · b7 negres peó · c7 negres peó · d7 negres peó · f7 negres peó · g7 negres peó · h7 negres peó · c6 negres cavall · e5 negres peó · c4 blanques alfil · e4 negres cavall · c3 blanques cavall · f3 blanques cavall · a2 blanques peó · b2 blanques peó · c2 blanques peó · d2 blanques peó · f2 blanques peó · g2 blanques peó · h2 blanques peó · a1 blanques torre · c1 blanques alfil · d1 blanques dama · f1 blanques torre · g1 blanques rei | a8 negres torre · c8 negres alfil · d8 negres dama · e8 negres rei · f8 negres alfil · h8 negres torre · a7 negres peó · b7 negres peó · c7 negres peó · d7 negres peó · f7 negres peó · g7 negres peó · h7 negres peó · c6 negres cavall · e5 negres peó · c4 blanques alfil · e4 negres cavall · c3 blanques cavall · f3 blanques cavall · a2 blanques peó · b2 blanques peó · c2 blanques peó · d2 blanques peó · f2 blanques peó · g2 blanques peó · h2 blanques peó · a1 blanques torre · c1 blanques alfil · d1 blanques dama · f1 blanques torre · g1 blanques rei | a8 negres torre · c8 negres alfil · d8 negres dama · e8 negres rei · f8 negres alfil · h8 negres torre · a7 negres peó · b7 negres peó · c7 negres peó · d7 negres peó · f7 negres peó · g7 negres peó · h7 negres peó · c6 negres cavall · e5 negres peó · c4 blanques alfil · e4 negres cavall · c3 blanques cavall · f3 blanques cavall · a2 blanques peó · b2 blanques peó · c2 blanques peó · d2 blanques peó · f2 blanques peó · g2 blanques peó · h2 blanques peó · a1 blanques torre · c1 blanques alfil · d1 blanques dama · f1 blanques torre · g1 blanques rei | a8 negres torre · c8 negres alfil · d8 negres dama · e8 negres rei · f8 negres alfil · h8 negres torre · a7 negres peó · b7 negres peó · c7 negres peó · d7 negres peó · f7 negres peó · g7 negres peó · h7 negres peó · c6 negres cavall · e5 negres peó · c4 blanques alfil · e4 negres cavall · c3 blanques cavall · f3 blanques cavall · a2 blanques peó · b2 blanques peó · c2 blanques peó · d2 blanques peó · f2 blanques peó · g2 blanques peó · h2 blanques peó · a1 blanques torre · c1 blanques alfil · d1 blanques dama · f1 blanques torre · g1 blanques rei | 3 |
| 2 | a8 negres torre · c8 negres alfil · d8 negres dama · e8 negres rei · f8 negres alfil · h8 negres torre · a7 negres peó · b7 negres peó · c7 negres peó · d7 negres peó · f7 negres peó · g7 negres peó · h7 negres peó · c6 negres cavall · e5 negres peó · c4 blanques alfil · e4 negres cavall · c3 blanques cavall · f3 blanques cavall · a2 blanques peó · b2 blanques peó · c2 blanques peó · d2 blanques peó · f2 blanques peó · g2 blanques peó · h2 blanques peó · a1 blanques torre · c1 blanques alfil · d1 blanques dama · f1 blanques torre · g1 blanques rei | a8 negres torre · c8 negres alfil · d8 negres dama · e8 negres rei · f8 negres alfil · h8 negres torre · a7 negres peó · b7 negres peó · c7 negres peó · d7 negres peó · f7 negres peó · g7 negres peó · h7 negres peó · c6 negres cavall · e5 negres peó · c4 blanques alfil · e4 negres cavall · c3 blanques cavall · f3 blanques cavall · a2 blanques peó · b2 blanques peó · c2 blanques peó · d2 blanques peó · f2 blanques peó · g2 blanques peó · h2 blanques peó · a1 blanques torre · c1 blanques alfil · d1 blanques dama · f1 blanques torre · g1 blanques rei | a8 negres torre · c8 negres alfil · d8 negres dama · e8 negres rei · f8 negres alfil · h8 negres torre · a7 negres peó · b7 negres peó · c7 negres peó · d7 negres peó · f7 negres peó · g7 negres peó · h7 negres peó · c6 negres cavall · e5 negres peó · c4 blanques alfil · e4 negres cavall · c3 blanques cavall · f3 blanques cavall · a2 blanques peó · b2 blanques peó · c2 blanques peó · d2 blanques peó · f2 blanques peó · g2 blanques peó · h2 blanques peó · a1 blanques torre · c1 blanques alfil · d1 blanques dama · f1 blanques torre · g1 blanques rei | a8 negres torre · c8 negres alfil · d8 negres dama · e8 negres rei · f8 negres alfil · h8 negres torre · a7 negres peó · b7 negres peó · c7 negres peó · d7 negres peó · f7 negres peó · g7 negres peó · h7 negres peó · c6 negres cavall · e5 negres peó · c4 blanques alfil · e4 negres cavall · c3 blanques cavall · f3 blanques cavall · a2 blanques peó · b2 blanques peó · c2 blanques peó · d2 blanques peó · f2 blanques peó · g2 blanques peó · h2 blanques peó · a1 blanques torre · c1 blanques alfil · d1 blanques dama · f1 blanques torre · g1 blanques rei | a8 negres torre · c8 negres alfil · d8 negres dama · e8 negres rei · f8 negres alfil · h8 negres torre · a7 negres peó · b7 negres peó · c7 negres peó · d7 negres peó · f7 negres peó · g7 negres peó · h7 negres peó · c6 negres cavall · e5 negres peó · c4 blanques alfil · e4 negres cavall · c3 blanques cavall · f3 blanques cavall · a2 blanques peó · b2 blanques peó · c2 blanques peó · d2 blanques peó · f2 blanques peó · g2 blanques peó · h2 blanques peó · a1 blanques torre · c1 blanques alfil · d1 blanques dama · f1 blanques torre · g1 blanques rei | a8 negres torre · c8 negres alfil · d8 negres dama · e8 negres rei · f8 negres alfil · h8 negres torre · a7 negres peó · b7 negres peó · c7 negres peó · d7 negres peó · f7 negres peó · g7 negres peó · h7 negres peó · c6 negres cavall · e5 negres peó · c4 blanques alfil · e4 negres cavall · c3 blanques cavall · f3 blanques cavall · a2 blanques peó · b2 blanques peó · c2 blanques peó · d2 blanques peó · f2 blanques peó · g2 blanques peó · h2 blanques peó · a1 blanques torre · c1 blanques alfil · d1 blanques dama · f1 blanques torre · g1 blanques rei | a8 negres torre · c8 negres alfil · d8 negres dama · e8 negres rei · f8 negres alfil · h8 negres torre · a7 negres peó · b7 negres peó · c7 negres peó · d7 negres peó · f7 negres peó · g7 negres peó · h7 negres peó · c6 negres cavall · e5 negres peó · c4 blanques alfil · e4 negres cavall · c3 blanques cavall · f3 blanques cavall · a2 blanques peó · b2 blanques peó · c2 blanques peó · d2 blanques peó · f2 blanques peó · g2 blanques peó · h2 blanques peó · a1 blanques torre · c1 blanques alfil · d1 blanques dama · f1 blanques torre · g1 blanques rei | a8 negres torre · c8 negres alfil · d8 negres dama · e8 negres rei · f8 negres alfil · h8 negres torre · a7 negres peó · b7 negres peó · c7 negres peó · d7 negres peó · f7 negres peó · g7 negres peó · h7 negres peó · c6 negres cavall · e5 negres peó · c4 blanques alfil · e4 negres cavall · c3 blanques cavall · f3 blanques cavall · a2 blanques peó · b2 blanques peó · c2 blanques peó · d2 blanques peó · f2 blanques peó · g2 blanques peó · h2 blanques peó · a1 blanques torre · c1 blanques alfil · d1 blanques dama · f1 blanques torre · g1 blanques rei | 2 |
| 1 | a8 negres torre · c8 negres alfil · d8 negres dama · e8 negres rei · f8 negres alfil · h8 negres torre · a7 negres peó · b7 negres peó · c7 negres peó · d7 negres peó · f7 negres peó · g7 negres peó · h7 negres peó · c6 negres cavall · e5 negres peó · c4 blanques alfil · e4 negres cavall · c3 blanques cavall · f3 blanques cavall · a2 blanques peó · b2 blanques peó · c2 blanques peó · d2 blanques peó · f2 blanques peó · g2 blanques peó · h2 blanques peó · a1 blanques torre · c1 blanques alfil · d1 blanques dama · f1 blanques torre · g1 blanques rei | a8 negres torre · c8 negres alfil · d8 negres dama · e8 negres rei · f8 negres alfil · h8 negres torre · a7 negres peó · b7 negres peó · c7 negres peó · d7 negres peó · f7 negres peó · g7 negres peó · h7 negres peó · c6 negres cavall · e5 negres peó · c4 blanques alfil · e4 negres cavall · c3 blanques cavall · f3 blanques cavall · a2 blanques peó · b2 blanques peó · c2 blanques peó · d2 blanques peó · f2 blanques peó · g2 blanques peó · h2 blanques peó · a1 blanques torre · c1 blanques alfil · d1 blanques dama · f1 blanques torre · g1 blanques rei | a8 negres torre · c8 negres alfil · d8 negres dama · e8 negres rei · f8 negres alfil · h8 negres torre · a7 negres peó · b7 negres peó · c7 negres peó · d7 negres peó · f7 negres peó · g7 negres peó · h7 negres peó · c6 negres cavall · e5 negres peó · c4 blanques alfil · e4 negres cavall · c3 blanques cavall · f3 blanques cavall · a2 blanques peó · b2 blanques peó · c2 blanques peó · d2 blanques peó · f2 blanques peó · g2 blanques peó · h2 blanques peó · a1 blanques torre · c1 blanques alfil · d1 blanques dama · f1 blanques torre · g1 blanques rei | a8 negres torre · c8 negres alfil · d8 negres dama · e8 negres rei · f8 negres alfil · h8 negres torre · a7 negres peó · b7 negres peó · c7 negres peó · d7 negres peó · f7 negres peó · g7 negres peó · h7 negres peó · c6 negres cavall · e5 negres peó · c4 blanques alfil · e4 negres cavall · c3 blanques cavall · f3 blanques cavall · a2 blanques peó · b2 blanques peó · c2 blanques peó · d2 blanques peó · f2 blanques peó · g2 blanques peó · h2 blanques peó · a1 blanques torre · c1 blanques alfil · d1 blanques dama · f1 blanques torre · g1 blanques rei | a8 negres torre · c8 negres alfil · d8 negres dama · e8 negres rei · f8 negres alfil · h8 negres torre · a7 negres peó · b7 negres peó · c7 negres peó · d7 negres peó · f7 negres peó · g7 negres peó · h7 negres peó · c6 negres cavall · e5 negres peó · c4 blanques alfil · e4 negres cavall · c3 blanques cavall · f3 blanques cavall · a2 blanques peó · b2 blanques peó · c2 blanques peó · d2 blanques peó · f2 blanques peó · g2 blanques peó · h2 blanques peó · a1 blanques torre · c1 blanques alfil · d1 blanques dama · f1 blanques torre · g1 blanques rei | a8 negres torre · c8 negres alfil · d8 negres dama · e8 negres rei · f8 negres alfil · h8 negres torre · a7 negres peó · b7 negres peó · c7 negres peó · d7 negres peó · f7 negres peó · g7 negres peó · h7 negres peó · c6 negres cavall · e5 negres peó · c4 blanques alfil · e4 negres cavall · c3 blanques cavall · f3 blanques cavall · a2 blanques peó · b2 blanques peó · c2 blanques peó · d2 blanques peó · f2 blanques peó · g2 blanques peó · h2 blanques peó · a1 blanques torre · c1 blanques alfil · d1 blanques dama · f1 blanques torre · g1 blanques rei | a8 negres torre · c8 negres alfil · d8 negres dama · e8 negres rei · f8 negres alfil · h8 negres torre · a7 negres peó · b7 negres peó · c7 negres peó · d7 negres peó · f7 negres peó · g7 negres peó · h7 negres peó · c6 negres cavall · e5 negres peó · c4 blanques alfil · e4 negres cavall · c3 blanques cavall · f3 blanques cavall · a2 blanques peó · b2 blanques peó · c2 blanques peó · d2 blanques peó · f2 blanques peó · g2 blanques peó · h2 blanques peó · a1 blanques torre · c1 blanques alfil · d1 blanques dama · f1 blanques torre · g1 blanques rei | a8 negres torre · c8 negres alfil · d8 negres dama · e8 negres rei · f8 negres alfil · h8 negres torre · a7 negres peó · b7 negres peó · c7 negres peó · d7 negres peó · f7 negres peó · g7 negres peó · h7 negres peó · c6 negres cavall · e5 negres peó · c4 blanques alfil · e4 negres cavall · c3 blanques cavall · f3 blanques cavall · a2 blanques peó · b2 blanques peó · c2 blanques peó · d2 blanques peó · f2 blanques peó · g2 blanques peó · h2 blanques peó · a1 blanques torre · c1 blanques alfil · d1 blanques dama · f1 blanques torre · g1 blanques rei | 1 |
|   | a | b | c | d | e | f | g | h |   |

|   | a | b | c | d | e | f | g | h |   |
| 8 | a8 negres torre · c8 negres alfil · d8 negres dama · e8 negres rei · h8 negres torre · a7 negres peó · b7 negres peó · c7 negres peó · f7 negres peó · g7 negres peó · h7 negres peó · c6 negres cavall · f6 negres cavall · c5 negres alfil · d5 negres peó · e5 blanques peó · c4 blanques alfil · d4 negres peó · f3 blanques cavall · a2 blanques peó · b2 blanques peó · c2 blanques peó · f2 blanques peó · g2 blanques peó · h2 blanques peó · a1 blanques torre · b1 blanques cavall · c1 blanques alfil · d1 blanques dama · f1 blanques torre · g1 blanques rei | a8 negres torre · c8 negres alfil · d8 negres dama · e8 negres rei · h8 negres torre · a7 negres peó · b7 negres peó · c7 negres peó · f7 negres peó · g7 negres peó · h7 negres peó · c6 negres cavall · f6 negres cavall · c5 negres alfil · d5 negres peó · e5 blanques peó · c4 blanques alfil · d4 negres peó · f3 blanques cavall · a2 blanques peó · b2 blanques peó · c2 blanques peó · f2 blanques peó · g2 blanques peó · h2 blanques peó · a1 blanques torre · b1 blanques cavall · c1 blanques alfil · d1 blanques dama · f1 blanques torre · g1 blanques rei | a8 negres torre · c8 negres alfil · d8 negres dama · e8 negres rei · h8 negres torre · a7 negres peó · b7 negres peó · c7 negres peó · f7 negres peó · g7 negres peó · h7 negres peó · c6 negres cavall · f6 negres cavall · c5 negres alfil · d5 negres peó · e5 blanques peó · c4 blanques alfil · d4 negres peó · f3 blanques cavall · a2 blanques peó · b2 blanques peó · c2 blanques peó · f2 blanques peó · g2 blanques peó · h2 blanques peó · a1 blanques torre · b1 blanques cavall · c1 blanques alfil · d1 blanques dama · f1 blanques torre · g1 blanques rei | a8 negres torre · c8 negres alfil · d8 negres dama · e8 negres rei · h8 negres torre · a7 negres peó · b7 negres peó · c7 negres peó · f7 negres peó · g7 negres peó · h7 negres peó · c6 negres cavall · f6 negres cavall · c5 negres alfil · d5 negres peó · e5 blanques peó · c4 blanques alfil · d4 negres peó · f3 blanques cavall · a2 blanques peó · b2 blanques peó · c2 blanques peó · f2 blanques peó · g2 blanques peó · h2 blanques peó · a1 blanques torre · b1 blanques cavall · c1 blanques alfil · d1 blanques dama · f1 blanques torre · g1 blanques rei | a8 negres torre · c8 negres alfil · d8 negres dama · e8 negres rei · h8 negres torre · a7 negres peó · b7 negres peó · c7 negres peó · f7 negres peó · g7 negres peó · h7 negres peó · c6 negres cavall · f6 negres cavall · c5 negres alfil · d5 negres peó · e5 blanques peó · c4 blanques alfil · d4 negres peó · f3 blanques cavall · a2 blanques peó · b2 blanques peó · c2 blanques peó · f2 blanques peó · g2 blanques peó · h2 blanques peó · a1 blanques torre · b1 blanques cavall · c1 blanques alfil · d1 blanques dama · f1 blanques torre · g1 blanques rei | a8 negres torre · c8 negres alfil · d8 negres dama · e8 negres rei · h8 negres torre · a7 negres peó · b7 negres peó · c7 negres peó · f7 negres peó · g7 negres peó · h7 negres peó · c6 negres cavall · f6 negres cavall · c5 negres alfil · d5 negres peó · e5 blanques peó · c4 blanques alfil · d4 negres peó · f3 blanques cavall · a2 blanques peó · b2 blanques peó · c2 blanques peó · f2 blanques peó · g2 blanques peó · h2 blanques peó · a1 blanques torre · b1 blanques cavall · c1 blanques alfil · d1 blanques dama · f1 blanques torre · g1 blanques rei | a8 negres torre · c8 negres alfil · d8 negres dama · e8 negres rei · h8 negres torre · a7 negres peó · b7 negres peó · c7 negres peó · f7 negres peó · g7 negres peó · h7 negres peó · c6 negres cavall · f6 negres cavall · c5 negres alfil · d5 negres peó · e5 blanques peó · c4 blanques alfil · d4 negres peó · f3 blanques cavall · a2 blanques peó · b2 blanques peó · c2 blanques peó · f2 blanques peó · g2 blanques peó · h2 blanques peó · a1 blanques torre · b1 blanques cavall · c1 blanques alfil · d1 blanques dama · f1 blanques torre · g1 blanques rei | a8 negres torre · c8 negres alfil · d8 negres dama · e8 negres rei · h8 negres torre · a7 negres peó · b7 negres peó · c7 negres peó · f7 negres peó · g7 negres peó · h7 negres peó · c6 negres cavall · f6 negres cavall · c5 negres alfil · d5 negres peó · e5 blanques peó · c4 blanques alfil · d4 negres peó · f3 blanques cavall · a2 blanques peó · b2 blanques peó · c2 blanques peó · f2 blanques peó · g2 blanques peó · h2 blanques peó · a1 blanques torre · b1 blanques cavall · c1 blanques alfil · d1 blanques dama · f1 blanques torre · g1 blanques rei | 8 |
| 7 | a8 negres torre · c8 negres alfil · d8 negres dama · e8 negres rei · h8 negres torre · a7 negres peó · b7 negres peó · c7 negres peó · f7 negres peó · g7 negres peó · h7 negres peó · c6 negres cavall · f6 negres cavall · c5 negres alfil · d5 negres peó · e5 blanques peó · c4 blanques alfil · d4 negres peó · f3 blanques cavall · a2 blanques peó · b2 blanques peó · c2 blanques peó · f2 blanques peó · g2 blanques peó · h2 blanques peó · a1 blanques torre · b1 blanques cavall · c1 blanques alfil · d1 blanques dama · f1 blanques torre · g1 blanques rei | a8 negres torre · c8 negres alfil · d8 negres dama · e8 negres rei · h8 negres torre · a7 negres peó · b7 negres peó · c7 negres peó · f7 negres peó · g7 negres peó · h7 negres peó · c6 negres cavall · f6 negres cavall · c5 negres alfil · d5 negres peó · e5 blanques peó · c4 blanques alfil · d4 negres peó · f3 blanques cavall · a2 blanques peó · b2 blanques peó · c2 blanques peó · f2 blanques peó · g2 blanques peó · h2 blanques peó · a1 blanques torre · b1 blanques cavall · c1 blanques alfil · d1 blanques dama · f1 blanques torre · g1 blanques rei | a8 negres torre · c8 negres alfil · d8 negres dama · e8 negres rei · h8 negres torre · a7 negres peó · b7 negres peó · c7 negres peó · f7 negres peó · g7 negres peó · h7 negres peó · c6 negres cavall · f6 negres cavall · c5 negres alfil · d5 negres peó · e5 blanques peó · c4 blanques alfil · d4 negres peó · f3 blanques cavall · a2 blanques peó · b2 blanques peó · c2 blanques peó · f2 blanques peó · g2 blanques peó · h2 blanques peó · a1 blanques torre · b1 blanques cavall · c1 blanques alfil · d1 blanques dama · f1 blanques torre · g1 blanques rei | a8 negres torre · c8 negres alfil · d8 negres dama · e8 negres rei · h8 negres torre · a7 negres peó · b7 negres peó · c7 negres peó · f7 negres peó · g7 negres peó · h7 negres peó · c6 negres cavall · f6 negres cavall · c5 negres alfil · d5 negres peó · e5 blanques peó · c4 blanques alfil · d4 negres peó · f3 blanques cavall · a2 blanques peó · b2 blanques peó · c2 blanques peó · f2 blanques peó · g2 blanques peó · h2 blanques peó · a1 blanques torre · b1 blanques cavall · c1 blanques alfil · d1 blanques dama · f1 blanques torre · g1 blanques rei | a8 negres torre · c8 negres alfil · d8 negres dama · e8 negres rei · h8 negres torre · a7 negres peó · b7 negres peó · c7 negres peó · f7 negres peó · g7 negres peó · h7 negres peó · c6 negres cavall · f6 negres cavall · c5 negres alfil · d5 negres peó · e5 blanques peó · c4 blanques alfil · d4 negres peó · f3 blanques cavall · a2 blanques peó · b2 blanques peó · c2 blanques peó · f2 blanques peó · g2 blanques peó · h2 blanques peó · a1 blanques torre · b1 blanques cavall · c1 blanques alfil · d1 blanques dama · f1 blanques torre · g1 blanques rei | a8 negres torre · c8 negres alfil · d8 negres dama · e8 negres rei · h8 negres torre · a7 negres peó · b7 negres peó · c7 negres peó · f7 negres peó · g7 negres peó · h7 negres peó · c6 negres cavall · f6 negres cavall · c5 negres alfil · d5 negres peó · e5 blanques peó · c4 blanques alfil · d4 negres peó · f3 blanques cavall · a2 blanques peó · b2 blanques peó · c2 blanques peó · f2 blanques peó · g2 blanques peó · h2 blanques peó · a1 blanques torre · b1 blanques cavall · c1 blanques alfil · d1 blanques dama · f1 blanques torre · g1 blanques rei | a8 negres torre · c8 negres alfil · d8 negres dama · e8 negres rei · h8 negres torre · a7 negres peó · b7 negres peó · c7 negres peó · f7 negres peó · g7 negres peó · h7 negres peó · c6 negres cavall · f6 negres cavall · c5 negres alfil · d5 negres peó · e5 blanques peó · c4 blanques alfil · d4 negres peó · f3 blanques cavall · a2 blanques peó · b2 blanques peó · c2 blanques peó · f2 blanques peó · g2 blanques peó · h2 blanques peó · a1 blanques torre · b1 blanques cavall · c1 blanques alfil · d1 blanques dama · f1 blanques torre · g1 blanques rei | a8 negres torre · c8 negres alfil · d8 negres dama · e8 negres rei · h8 negres torre · a7 negres peó · b7 negres peó · c7 negres peó · f7 negres peó · g7 negres peó · h7 negres peó · c6 negres cavall · f6 negres cavall · c5 negres alfil · d5 negres peó · e5 blanques peó · c4 blanques alfil · d4 negres peó · f3 blanques cavall · a2 blanques peó · b2 blanques peó · c2 blanques peó · f2 blanques peó · g2 blanques peó · h2 blanques peó · a1 blanques torre · b1 blanques cavall · c1 blanques alfil · d1 blanques dama · f1 blanques torre · g1 blanques rei | 7 |
| 6 | a8 negres torre · c8 negres alfil · d8 negres dama · e8 negres rei · h8 negres torre · a7 negres peó · b7 negres peó · c7 negres peó · f7 negres peó · g7 negres peó · h7 negres peó · c6 negres cavall · f6 negres cavall · c5 negres alfil · d5 negres peó · e5 blanques peó · c4 blanques alfil · d4 negres peó · f3 blanques cavall · a2 blanques peó · b2 blanques peó · c2 blanques peó · f2 blanques peó · g2 blanques peó · h2 blanques peó · a1 blanques torre · b1 blanques cavall · c1 blanques alfil · d1 blanques dama · f1 blanques torre · g1 blanques rei | a8 negres torre · c8 negres alfil · d8 negres dama · e8 negres rei · h8 negres torre · a7 negres peó · b7 negres peó · c7 negres peó · f7 negres peó · g7 negres peó · h7 negres peó · c6 negres cavall · f6 negres cavall · c5 negres alfil · d5 negres peó · e5 blanques peó · c4 blanques alfil · d4 negres peó · f3 blanques cavall · a2 blanques peó · b2 blanques peó · c2 blanques peó · f2 blanques peó · g2 blanques peó · h2 blanques peó · a1 blanques torre · b1 blanques cavall · c1 blanques alfil · d1 blanques dama · f1 blanques torre · g1 blanques rei | a8 negres torre · c8 negres alfil · d8 negres dama · e8 negres rei · h8 negres torre · a7 negres peó · b7 negres peó · c7 negres peó · f7 negres peó · g7 negres peó · h7 negres peó · c6 negres cavall · f6 negres cavall · c5 negres alfil · d5 negres peó · e5 blanques peó · c4 blanques alfil · d4 negres peó · f3 blanques cavall · a2 blanques peó · b2 blanques peó · c2 blanques peó · f2 blanques peó · g2 blanques peó · h2 blanques peó · a1 blanques torre · b1 blanques cavall · c1 blanques alfil · d1 blanques dama · f1 blanques torre · g1 blanques rei | a8 negres torre · c8 negres alfil · d8 negres dama · e8 negres rei · h8 negres torre · a7 negres peó · b7 negres peó · c7 negres peó · f7 negres peó · g7 negres peó · h7 negres peó · c6 negres cavall · f6 negres cavall · c5 negres alfil · d5 negres peó · e5 blanques peó · c4 blanques alfil · d4 negres peó · f3 blanques cavall · a2 blanques peó · b2 blanques peó · c2 blanques peó · f2 blanques peó · g2 blanques peó · h2 blanques peó · a1 blanques torre · b1 blanques cavall · c1 blanques alfil · d1 blanques dama · f1 blanques torre · g1 blanques rei | a8 negres torre · c8 negres alfil · d8 negres dama · e8 negres rei · h8 negres torre · a7 negres peó · b7 negres peó · c7 negres peó · f7 negres peó · g7 negres peó · h7 negres peó · c6 negres cavall · f6 negres cavall · c5 negres alfil · d5 negres peó · e5 blanques peó · c4 blanques alfil · d4 negres peó · f3 blanques cavall · a2 blanques peó · b2 blanques peó · c2 blanques peó · f2 blanques peó · g2 blanques peó · h2 blanques peó · a1 blanques torre · b1 blanques cavall · c1 blanques alfil · d1 blanques dama · f1 blanques torre · g1 blanques rei | a8 negres torre · c8 negres alfil · d8 negres dama · e8 negres rei · h8 negres torre · a7 negres peó · b7 negres peó · c7 negres peó · f7 negres peó · g7 negres peó · h7 negres peó · c6 negres cavall · f6 negres cavall · c5 negres alfil · d5 negres peó · e5 blanques peó · c4 blanques alfil · d4 negres peó · f3 blanques cavall · a2 blanques peó · b2 blanques peó · c2 blanques peó · f2 blanques peó · g2 blanques peó · h2 blanques peó · a1 blanques torre · b1 blanques cavall · c1 blanques alfil · d1 blanques dama · f1 blanques torre · g1 blanques rei | a8 negres torre · c8 negres alfil · d8 negres dama · e8 negres rei · h8 negres torre · a7 negres peó · b7 negres peó · c7 negres peó · f7 negres peó · g7 negres peó · h7 negres peó · c6 negres cavall · f6 negres cavall · c5 negres alfil · d5 negres peó · e5 blanques peó · c4 blanques alfil · d4 negres peó · f3 blanques cavall · a2 blanques peó · b2 blanques peó · c2 blanques peó · f2 blanques peó · g2 blanques peó · h2 blanques peó · a1 blanques torre · b1 blanques cavall · c1 blanques alfil · d1 blanques dama · f1 blanques torre · g1 blanques rei | a8 negres torre · c8 negres alfil · d8 negres dama · e8 negres rei · h8 negres torre · a7 negres peó · b7 negres peó · c7 negres peó · f7 negres peó · g7 negres peó · h7 negres peó · c6 negres cavall · f6 negres cavall · c5 negres alfil · d5 negres peó · e5 blanques peó · c4 blanques alfil · d4 negres peó · f3 blanques cavall · a2 blanques peó · b2 blanques peó · c2 blanques peó · f2 blanques peó · g2 blanques peó · h2 blanques peó · a1 blanques torre · b1 blanques cavall · c1 blanques alfil · d1 blanques dama · f1 blanques torre · g1 blanques rei | 6 |
| 5 | a8 negres torre · c8 negres alfil · d8 negres dama · e8 negres rei · h8 negres torre · a7 negres peó · b7 negres peó · c7 negres peó · f7 negres peó · g7 negres peó · h7 negres peó · c6 negres cavall · f6 negres cavall · c5 negres alfil · d5 negres peó · e5 blanques peó · c4 blanques alfil · d4 negres peó · f3 blanques cavall · a2 blanques peó · b2 blanques peó · c2 blanques peó · f2 blanques peó · g2 blanques peó · h2 blanques peó · a1 blanques torre · b1 blanques cavall · c1 blanques alfil · d1 blanques dama · f1 blanques torre · g1 blanques rei | a8 negres torre · c8 negres alfil · d8 negres dama · e8 negres rei · h8 negres torre · a7 negres peó · b7 negres peó · c7 negres peó · f7 negres peó · g7 negres peó · h7 negres peó · c6 negres cavall · f6 negres cavall · c5 negres alfil · d5 negres peó · e5 blanques peó · c4 blanques alfil · d4 negres peó · f3 blanques cavall · a2 blanques peó · b2 blanques peó · c2 blanques peó · f2 blanques peó · g2 blanques peó · h2 blanques peó · a1 blanques torre · b1 blanques cavall · c1 blanques alfil · d1 blanques dama · f1 blanques torre · g1 blanques rei | a8 negres torre · c8 negres alfil · d8 negres dama · e8 negres rei · h8 negres torre · a7 negres peó · b7 negres peó · c7 negres peó · f7 negres peó · g7 negres peó · h7 negres peó · c6 negres cavall · f6 negres cavall · c5 negres alfil · d5 negres peó · e5 blanques peó · c4 blanques alfil · d4 negres peó · f3 blanques cavall · a2 blanques peó · b2 blanques peó · c2 blanques peó · f2 blanques peó · g2 blanques peó · h2 blanques peó · a1 blanques torre · b1 blanques cavall · c1 blanques alfil · d1 blanques dama · f1 blanques torre · g1 blanques rei | a8 negres torre · c8 negres alfil · d8 negres dama · e8 negres rei · h8 negres torre · a7 negres peó · b7 negres peó · c7 negres peó · f7 negres peó · g7 negres peó · h7 negres peó · c6 negres cavall · f6 negres cavall · c5 negres alfil · d5 negres peó · e5 blanques peó · c4 blanques alfil · d4 negres peó · f3 blanques cavall · a2 blanques peó · b2 blanques peó · c2 blanques peó · f2 blanques peó · g2 blanques peó · h2 blanques peó · a1 blanques torre · b1 blanques cavall · c1 blanques alfil · d1 blanques dama · f1 blanques torre · g1 blanques rei | a8 negres torre · c8 negres alfil · d8 negres dama · e8 negres rei · h8 negres torre · a7 negres peó · b7 negres peó · c7 negres peó · f7 negres peó · g7 negres peó · h7 negres peó · c6 negres cavall · f6 negres cavall · c5 negres alfil · d5 negres peó · e5 blanques peó · c4 blanques alfil · d4 negres peó · f3 blanques cavall · a2 blanques peó · b2 blanques peó · c2 blanques peó · f2 blanques peó · g2 blanques peó · h2 blanques peó · a1 blanques torre · b1 blanques cavall · c1 blanques alfil · d1 blanques dama · f1 blanques torre · g1 blanques rei | a8 negres torre · c8 negres alfil · d8 negres dama · e8 negres rei · h8 negres torre · a7 negres peó · b7 negres peó · c7 negres peó · f7 negres peó · g7 negres peó · h7 negres peó · c6 negres cavall · f6 negres cavall · c5 negres alfil · d5 negres peó · e5 blanques peó · c4 blanques alfil · d4 negres peó · f3 blanques cavall · a2 blanques peó · b2 blanques peó · c2 blanques peó · f2 blanques peó · g2 blanques peó · h2 blanques peó · a1 blanques torre · b1 blanques cavall · c1 blanques alfil · d1 blanques dama · f1 blanques torre · g1 blanques rei | a8 negres torre · c8 negres alfil · d8 negres dama · e8 negres rei · h8 negres torre · a7 negres peó · b7 negres peó · c7 negres peó · f7 negres peó · g7 negres peó · h7 negres peó · c6 negres cavall · f6 negres cavall · c5 negres alfil · d5 negres peó · e5 blanques peó · c4 blanques alfil · d4 negres peó · f3 blanques cavall · a2 blanques peó · b2 blanques peó · c2 blanques peó · f2 blanques peó · g2 blanques peó · h2 blanques peó · a1 blanques torre · b1 blanques cavall · c1 blanques alfil · d1 blanques dama · f1 blanques torre · g1 blanques rei | a8 negres torre · c8 negres alfil · d8 negres dama · e8 negres rei · h8 negres torre · a7 negres peó · b7 negres peó · c7 negres peó · f7 negres peó · g7 negres peó · h7 negres peó · c6 negres cavall · f6 negres cavall · c5 negres alfil · d5 negres peó · e5 blanques peó · c4 blanques alfil · d4 negres peó · f3 blanques cavall · a2 blanques peó · b2 blanques peó · c2 blanques peó · f2 blanques peó · g2 blanques peó · h2 blanques peó · a1 blanques torre · b1 blanques cavall · c1 blanques alfil · d1 blanques dama · f1 blanques torre · g1 blanques rei | 5 |
| 4 | a8 negres torre · c8 negres alfil · d8 negres dama · e8 negres rei · h8 negres torre · a7 negres peó · b7 negres peó · c7 negres peó · f7 negres peó · g7 negres peó · h7 negres peó · c6 negres cavall · f6 negres cavall · c5 negres alfil · d5 negres peó · e5 blanques peó · c4 blanques alfil · d4 negres peó · f3 blanques cavall · a2 blanques peó · b2 blanques peó · c2 blanques peó · f2 blanques peó · g2 blanques peó · h2 blanques peó · a1 blanques torre · b1 blanques cavall · c1 blanques alfil · d1 blanques dama · f1 blanques torre · g1 blanques rei | a8 negres torre · c8 negres alfil · d8 negres dama · e8 negres rei · h8 negres torre · a7 negres peó · b7 negres peó · c7 negres peó · f7 negres peó · g7 negres peó · h7 negres peó · c6 negres cavall · f6 negres cavall · c5 negres alfil · d5 negres peó · e5 blanques peó · c4 blanques alfil · d4 negres peó · f3 blanques cavall · a2 blanques peó · b2 blanques peó · c2 blanques peó · f2 blanques peó · g2 blanques peó · h2 blanques peó · a1 blanques torre · b1 blanques cavall · c1 blanques alfil · d1 blanques dama · f1 blanques torre · g1 blanques rei | a8 negres torre · c8 negres alfil · d8 negres dama · e8 negres rei · h8 negres torre · a7 negres peó · b7 negres peó · c7 negres peó · f7 negres peó · g7 negres peó · h7 negres peó · c6 negres cavall · f6 negres cavall · c5 negres alfil · d5 negres peó · e5 blanques peó · c4 blanques alfil · d4 negres peó · f3 blanques cavall · a2 blanques peó · b2 blanques peó · c2 blanques peó · f2 blanques peó · g2 blanques peó · h2 blanques peó · a1 blanques torre · b1 blanques cavall · c1 blanques alfil · d1 blanques dama · f1 blanques torre · g1 blanques rei | a8 negres torre · c8 negres alfil · d8 negres dama · e8 negres rei · h8 negres torre · a7 negres peó · b7 negres peó · c7 negres peó · f7 negres peó · g7 negres peó · h7 negres peó · c6 negres cavall · f6 negres cavall · c5 negres alfil · d5 negres peó · e5 blanques peó · c4 blanques alfil · d4 negres peó · f3 blanques cavall · a2 blanques peó · b2 blanques peó · c2 blanques peó · f2 blanques peó · g2 blanques peó · h2 blanques peó · a1 blanques torre · b1 blanques cavall · c1 blanques alfil · d1 blanques dama · f1 blanques torre · g1 blanques rei | a8 negres torre · c8 negres alfil · d8 negres dama · e8 negres rei · h8 negres torre · a7 negres peó · b7 negres peó · c7 negres peó · f7 negres peó · g7 negres peó · h7 negres peó · c6 negres cavall · f6 negres cavall · c5 negres alfil · d5 negres peó · e5 blanques peó · c4 blanques alfil · d4 negres peó · f3 blanques cavall · a2 blanques peó · b2 blanques peó · c2 blanques peó · f2 blanques peó · g2 blanques peó · h2 blanques peó · a1 blanques torre · b1 blanques cavall · c1 blanques alfil · d1 blanques dama · f1 blanques torre · g1 blanques rei | a8 negres torre · c8 negres alfil · d8 negres dama · e8 negres rei · h8 negres torre · a7 negres peó · b7 negres peó · c7 negres peó · f7 negres peó · g7 negres peó · h7 negres peó · c6 negres cavall · f6 negres cavall · c5 negres alfil · d5 negres peó · e5 blanques peó · c4 blanques alfil · d4 negres peó · f3 blanques cavall · a2 blanques peó · b2 blanques peó · c2 blanques peó · f2 blanques peó · g2 blanques peó · h2 blanques peó · a1 blanques torre · b1 blanques cavall · c1 blanques alfil · d1 blanques dama · f1 blanques torre · g1 blanques rei | a8 negres torre · c8 negres alfil · d8 negres dama · e8 negres rei · h8 negres torre · a7 negres peó · b7 negres peó · c7 negres peó · f7 negres peó · g7 negres peó · h7 negres peó · c6 negres cavall · f6 negres cavall · c5 negres alfil · d5 negres peó · e5 blanques peó · c4 blanques alfil · d4 negres peó · f3 blanques cavall · a2 blanques peó · b2 blanques peó · c2 blanques peó · f2 blanques peó · g2 blanques peó · h2 blanques peó · a1 blanques torre · b1 blanques cavall · c1 blanques alfil · d1 blanques dama · f1 blanques torre · g1 blanques rei | a8 negres torre · c8 negres alfil · d8 negres dama · e8 negres rei · h8 negres torre · a7 negres peó · b7 negres peó · c7 negres peó · f7 negres peó · g7 negres peó · h7 negres peó · c6 negres cavall · f6 negres cavall · c5 negres alfil · d5 negres peó · e5 blanques peó · c4 blanques alfil · d4 negres peó · f3 blanques cavall · a2 blanques peó · b2 blanques peó · c2 blanques peó · f2 blanques peó · g2 blanques peó · h2 blanques peó · a1 blanques torre · b1 blanques cavall · c1 blanques alfil · d1 blanques dama · f1 blanques torre · g1 blanques rei | 4 |
| 3 | a8 negres torre · c8 negres alfil · d8 negres dama · e8 negres rei · h8 negres torre · a7 negres peó · b7 negres peó · c7 negres peó · f7 negres peó · g7 negres peó · h7 negres peó · c6 negres cavall · f6 negres cavall · c5 negres alfil · d5 negres peó · e5 blanques peó · c4 blanques alfil · d4 negres peó · f3 blanques cavall · a2 blanques peó · b2 blanques peó · c2 blanques peó · f2 blanques peó · g2 blanques peó · h2 blanques peó · a1 blanques torre · b1 blanques cavall · c1 blanques alfil · d1 blanques dama · f1 blanques torre · g1 blanques rei | a8 negres torre · c8 negres alfil · d8 negres dama · e8 negres rei · h8 negres torre · a7 negres peó · b7 negres peó · c7 negres peó · f7 negres peó · g7 negres peó · h7 negres peó · c6 negres cavall · f6 negres cavall · c5 negres alfil · d5 negres peó · e5 blanques peó · c4 blanques alfil · d4 negres peó · f3 blanques cavall · a2 blanques peó · b2 blanques peó · c2 blanques peó · f2 blanques peó · g2 blanques peó · h2 blanques peó · a1 blanques torre · b1 blanques cavall · c1 blanques alfil · d1 blanques dama · f1 blanques torre · g1 blanques rei | a8 negres torre · c8 negres alfil · d8 negres dama · e8 negres rei · h8 negres torre · a7 negres peó · b7 negres peó · c7 negres peó · f7 negres peó · g7 negres peó · h7 negres peó · c6 negres cavall · f6 negres cavall · c5 negres alfil · d5 negres peó · e5 blanques peó · c4 blanques alfil · d4 negres peó · f3 blanques cavall · a2 blanques peó · b2 blanques peó · c2 blanques peó · f2 blanques peó · g2 blanques peó · h2 blanques peó · a1 blanques torre · b1 blanques cavall · c1 blanques alfil · d1 blanques dama · f1 blanques torre · g1 blanques rei | a8 negres torre · c8 negres alfil · d8 negres dama · e8 negres rei · h8 negres torre · a7 negres peó · b7 negres peó · c7 negres peó · f7 negres peó · g7 negres peó · h7 negres peó · c6 negres cavall · f6 negres cavall · c5 negres alfil · d5 negres peó · e5 blanques peó · c4 blanques alfil · d4 negres peó · f3 blanques cavall · a2 blanques peó · b2 blanques peó · c2 blanques peó · f2 blanques peó · g2 blanques peó · h2 blanques peó · a1 blanques torre · b1 blanques cavall · c1 blanques alfil · d1 blanques dama · f1 blanques torre · g1 blanques rei | a8 negres torre · c8 negres alfil · d8 negres dama · e8 negres rei · h8 negres torre · a7 negres peó · b7 negres peó · c7 negres peó · f7 negres peó · g7 negres peó · h7 negres peó · c6 negres cavall · f6 negres cavall · c5 negres alfil · d5 negres peó · e5 blanques peó · c4 blanques alfil · d4 negres peó · f3 blanques cavall · a2 blanques peó · b2 blanques peó · c2 blanques peó · f2 blanques peó · g2 blanques peó · h2 blanques peó · a1 blanques torre · b1 blanques cavall · c1 blanques alfil · d1 blanques dama · f1 blanques torre · g1 blanques rei | a8 negres torre · c8 negres alfil · d8 negres dama · e8 negres rei · h8 negres torre · a7 negres peó · b7 negres peó · c7 negres peó · f7 negres peó · g7 negres peó · h7 negres peó · c6 negres cavall · f6 negres cavall · c5 negres alfil · d5 negres peó · e5 blanques peó · c4 blanques alfil · d4 negres peó · f3 blanques cavall · a2 blanques peó · b2 blanques peó · c2 blanques peó · f2 blanques peó · g2 blanques peó · h2 blanques peó · a1 blanques torre · b1 blanques cavall · c1 blanques alfil · d1 blanques dama · f1 blanques torre · g1 blanques rei | a8 negres torre · c8 negres alfil · d8 negres dama · e8 negres rei · h8 negres torre · a7 negres peó · b7 negres peó · c7 negres peó · f7 negres peó · g7 negres peó · h7 negres peó · c6 negres cavall · f6 negres cavall · c5 negres alfil · d5 negres peó · e5 blanques peó · c4 blanques alfil · d4 negres peó · f3 blanques cavall · a2 blanques peó · b2 blanques peó · c2 blanques peó · f2 blanques peó · g2 blanques peó · h2 blanques peó · a1 blanques torre · b1 blanques cavall · c1 blanques alfil · d1 blanques dama · f1 blanques torre · g1 blanques rei | a8 negres torre · c8 negres alfil · d8 negres dama · e8 negres rei · h8 negres torre · a7 negres peó · b7 negres peó · c7 negres peó · f7 negres peó · g7 negres peó · h7 negres peó · c6 negres cavall · f6 negres cavall · c5 negres alfil · d5 negres peó · e5 blanques peó · c4 blanques alfil · d4 negres peó · f3 blanques cavall · a2 blanques peó · b2 blanques peó · c2 blanques peó · f2 blanques peó · g2 blanques peó · h2 blanques peó · a1 blanques torre · b1 blanques cavall · c1 blanques alfil · d1 blanques dama · f1 blanques torre · g1 blanques rei | 3 |
| 2 | a8 negres torre · c8 negres alfil · d8 negres dama · e8 negres rei · h8 negres torre · a7 negres peó · b7 negres peó · c7 negres peó · f7 negres peó · g7 negres peó · h7 negres peó · c6 negres cavall · f6 negres cavall · c5 negres alfil · d5 negres peó · e5 blanques peó · c4 blanques alfil · d4 negres peó · f3 blanques cavall · a2 blanques peó · b2 blanques peó · c2 blanques peó · f2 blanques peó · g2 blanques peó · h2 blanques peó · a1 blanques torre · b1 blanques cavall · c1 blanques alfil · d1 blanques dama · f1 blanques torre · g1 blanques rei | a8 negres torre · c8 negres alfil · d8 negres dama · e8 negres rei · h8 negres torre · a7 negres peó · b7 negres peó · c7 negres peó · f7 negres peó · g7 negres peó · h7 negres peó · c6 negres cavall · f6 negres cavall · c5 negres alfil · d5 negres peó · e5 blanques peó · c4 blanques alfil · d4 negres peó · f3 blanques cavall · a2 blanques peó · b2 blanques peó · c2 blanques peó · f2 blanques peó · g2 blanques peó · h2 blanques peó · a1 blanques torre · b1 blanques cavall · c1 blanques alfil · d1 blanques dama · f1 blanques torre · g1 blanques rei | a8 negres torre · c8 negres alfil · d8 negres dama · e8 negres rei · h8 negres torre · a7 negres peó · b7 negres peó · c7 negres peó · f7 negres peó · g7 negres peó · h7 negres peó · c6 negres cavall · f6 negres cavall · c5 negres alfil · d5 negres peó · e5 blanques peó · c4 blanques alfil · d4 negres peó · f3 blanques cavall · a2 blanques peó · b2 blanques peó · c2 blanques peó · f2 blanques peó · g2 blanques peó · h2 blanques peó · a1 blanques torre · b1 blanques cavall · c1 blanques alfil · d1 blanques dama · f1 blanques torre · g1 blanques rei | a8 negres torre · c8 negres alfil · d8 negres dama · e8 negres rei · h8 negres torre · a7 negres peó · b7 negres peó · c7 negres peó · f7 negres peó · g7 negres peó · h7 negres peó · c6 negres cavall · f6 negres cavall · c5 negres alfil · d5 negres peó · e5 blanques peó · c4 blanques alfil · d4 negres peó · f3 blanques cavall · a2 blanques peó · b2 blanques peó · c2 blanques peó · f2 blanques peó · g2 blanques peó · h2 blanques peó · a1 blanques torre · b1 blanques cavall · c1 blanques alfil · d1 blanques dama · f1 blanques torre · g1 blanques rei | a8 negres torre · c8 negres alfil · d8 negres dama · e8 negres rei · h8 negres torre · a7 negres peó · b7 negres peó · c7 negres peó · f7 negres peó · g7 negres peó · h7 negres peó · c6 negres cavall · f6 negres cavall · c5 negres alfil · d5 negres peó · e5 blanques peó · c4 blanques alfil · d4 negres peó · f3 blanques cavall · a2 blanques peó · b2 blanques peó · c2 blanques peó · f2 blanques peó · g2 blanques peó · h2 blanques peó · a1 blanques torre · b1 blanques cavall · c1 blanques alfil · d1 blanques dama · f1 blanques torre · g1 blanques rei | a8 negres torre · c8 negres alfil · d8 negres dama · e8 negres rei · h8 negres torre · a7 negres peó · b7 negres peó · c7 negres peó · f7 negres peó · g7 negres peó · h7 negres peó · c6 negres cavall · f6 negres cavall · c5 negres alfil · d5 negres peó · e5 blanques peó · c4 blanques alfil · d4 negres peó · f3 blanques cavall · a2 blanques peó · b2 blanques peó · c2 blanques peó · f2 blanques peó · g2 blanques peó · h2 blanques peó · a1 blanques torre · b1 blanques cavall · c1 blanques alfil · d1 blanques dama · f1 blanques torre · g1 blanques rei | a8 negres torre · c8 negres alfil · d8 negres dama · e8 negres rei · h8 negres torre · a7 negres peó · b7 negres peó · c7 negres peó · f7 negres peó · g7 negres peó · h7 negres peó · c6 negres cavall · f6 negres cavall · c5 negres alfil · d5 negres peó · e5 blanques peó · c4 blanques alfil · d4 negres peó · f3 blanques cavall · a2 blanques peó · b2 blanques peó · c2 blanques peó · f2 blanques peó · g2 blanques peó · h2 blanques peó · a1 blanques torre · b1 blanques cavall · c1 blanques alfil · d1 blanques dama · f1 blanques torre · g1 blanques rei | a8 negres torre · c8 negres alfil · d8 negres dama · e8 negres rei · h8 negres torre · a7 negres peó · b7 negres peó · c7 negres peó · f7 negres peó · g7 negres peó · h7 negres peó · c6 negres cavall · f6 negres cavall · c5 negres alfil · d5 negres peó · e5 blanques peó · c4 blanques alfil · d4 negres peó · f3 blanques cavall · a2 blanques peó · b2 blanques peó · c2 blanques peó · f2 blanques peó · g2 blanques peó · h2 blanques peó · a1 blanques torre · b1 blanques cavall · c1 blanques alfil · d1 blanques dama · f1 blanques torre · g1 blanques rei | 2 |
| 1 | a8 negres torre · c8 negres alfil · d8 negres dama · e8 negres rei · h8 negres torre · a7 negres peó · b7 negres peó · c7 negres peó · f7 negres peó · g7 negres peó · h7 negres peó · c6 negres cavall · f6 negres cavall · c5 negres alfil · d5 negres peó · e5 blanques peó · c4 blanques alfil · d4 negres peó · f3 blanques cavall · a2 blanques peó · b2 blanques peó · c2 blanques peó · f2 blanques peó · g2 blanques peó · h2 blanques peó · a1 blanques torre · b1 blanques cavall · c1 blanques alfil · d1 blanques dama · f1 blanques torre · g1 blanques rei | a8 negres torre · c8 negres alfil · d8 negres dama · e8 negres rei · h8 negres torre · a7 negres peó · b7 negres peó · c7 negres peó · f7 negres peó · g7 negres peó · h7 negres peó · c6 negres cavall · f6 negres cavall · c5 negres alfil · d5 negres peó · e5 blanques peó · c4 blanques alfil · d4 negres peó · f3 blanques cavall · a2 blanques peó · b2 blanques peó · c2 blanques peó · f2 blanques peó · g2 blanques peó · h2 blanques peó · a1 blanques torre · b1 blanques cavall · c1 blanques alfil · d1 blanques dama · f1 blanques torre · g1 blanques rei | a8 negres torre · c8 negres alfil · d8 negres dama · e8 negres rei · h8 negres torre · a7 negres peó · b7 negres peó · c7 negres peó · f7 negres peó · g7 negres peó · h7 negres peó · c6 negres cavall · f6 negres cavall · c5 negres alfil · d5 negres peó · e5 blanques peó · c4 blanques alfil · d4 negres peó · f3 blanques cavall · a2 blanques peó · b2 blanques peó · c2 blanques peó · f2 blanques peó · g2 blanques peó · h2 blanques peó · a1 blanques torre · b1 blanques cavall · c1 blanques alfil · d1 blanques dama · f1 blanques torre · g1 blanques rei | a8 negres torre · c8 negres alfil · d8 negres dama · e8 negres rei · h8 negres torre · a7 negres peó · b7 negres peó · c7 negres peó · f7 negres peó · g7 negres peó · h7 negres peó · c6 negres cavall · f6 negres cavall · c5 negres alfil · d5 negres peó · e5 blanques peó · c4 blanques alfil · d4 negres peó · f3 blanques cavall · a2 blanques peó · b2 blanques peó · c2 blanques peó · f2 blanques peó · g2 blanques peó · h2 blanques peó · a1 blanques torre · b1 blanques cavall · c1 blanques alfil · d1 blanques dama · f1 blanques torre · g1 blanques rei | a8 negres torre · c8 negres alfil · d8 negres dama · e8 negres rei · h8 negres torre · a7 negres peó · b7 negres peó · c7 negres peó · f7 negres peó · g7 negres peó · h7 negres peó · c6 negres cavall · f6 negres cavall · c5 negres alfil · d5 negres peó · e5 blanques peó · c4 blanques alfil · d4 negres peó · f3 blanques cavall · a2 blanques peó · b2 blanques peó · c2 blanques peó · f2 blanques peó · g2 blanques peó · h2 blanques peó · a1 blanques torre · b1 blanques cavall · c1 blanques alfil · d1 blanques dama · f1 blanques torre · g1 blanques rei | a8 negres torre · c8 negres alfil · d8 negres dama · e8 negres rei · h8 negres torre · a7 negres peó · b7 negres peó · c7 negres peó · f7 negres peó · g7 negres peó · h7 negres peó · c6 negres cavall · f6 negres cavall · c5 negres alfil · d5 negres peó · e5 blanques peó · c4 blanques alfil · d4 negres peó · f3 blanques cavall · a2 blanques peó · b2 blanques peó · c2 blanques peó · f2 blanques peó · g2 blanques peó · h2 blanques peó · a1 blanques torre · b1 blanques cavall · c1 blanques alfil · d1 blanques dama · f1 blanques torre · g1 blanques rei | a8 negres torre · c8 negres alfil · d8 negres dama · e8 negres rei · h8 negres torre · a7 negres peó · b7 negres peó · c7 negres peó · f7 negres peó · g7 negres peó · h7 negres peó · c6 negres cavall · f6 negres cavall · c5 negres alfil · d5 negres peó · e5 blanques peó · c4 blanques alfil · d4 negres peó · f3 blanques cavall · a2 blanques peó · b2 blanques peó · c2 blanques peó · f2 blanques peó · g2 blanques peó · h2 blanques peó · a1 blanques torre · b1 blanques cavall · c1 blanques alfil · d1 blanques dama · f1 blanques torre · g1 blanques rei | a8 negres torre · c8 negres alfil · d8 negres dama · e8 negres rei · h8 negres torre · a7 negres peó · b7 negres peó · c7 negres peó · f7 negres peó · g7 negres peó · h7 negres peó · c6 negres cavall · f6 negres cavall · c5 negres alfil · d5 negres peó · e5 blanques peó · c4 blanques alfil · d4 negres peó · f3 blanques cavall · a2 blanques peó · b2 blanques peó · c2 blanques peó · f2 blanques peó · g2 blanques peó · h2 blanques peó · a1 blanques torre · b1 blanques cavall · c1 blanques alfil · d1 blanques dama · f1 blanques torre · g1 blanques rei | 1 |
|   | a | b | c | d | e | f | g | h |   |

|   | a | b | c | d | e | f | g | h |   |
| 8 | a8 negres torre · c8 negres alfil · d8 negres dama · e8 negres rei · h8 negres torre · a7 negres peó · b7 negres peó · c7 negres peó · d7 negres peó · f7 negres peó · g7 negres peó · h7 negres peó · c6 negres cavall · f6 negres cavall · c5 negres alfil · e5 negres peó · g5 blanques cavall · c4 blanques alfil · e4 blanques peó · a2 blanques peó · b2 blanques peó · c2 blanques peó · d2 blanques peó · f2 blanques peó · g2 blanques peó · h2 blanques peó · a1 blanques torre · b1 blanques cavall · c1 blanques alfil · d1 blanques dama · e1 blanques rei · h1 blanques torre | a8 negres torre · c8 negres alfil · d8 negres dama · e8 negres rei · h8 negres torre · a7 negres peó · b7 negres peó · c7 negres peó · d7 negres peó · f7 negres peó · g7 negres peó · h7 negres peó · c6 negres cavall · f6 negres cavall · c5 negres alfil · e5 negres peó · g5 blanques cavall · c4 blanques alfil · e4 blanques peó · a2 blanques peó · b2 blanques peó · c2 blanques peó · d2 blanques peó · f2 blanques peó · g2 blanques peó · h2 blanques peó · a1 blanques torre · b1 blanques cavall · c1 blanques alfil · d1 blanques dama · e1 blanques rei · h1 blanques torre | a8 negres torre · c8 negres alfil · d8 negres dama · e8 negres rei · h8 negres torre · a7 negres peó · b7 negres peó · c7 negres peó · d7 negres peó · f7 negres peó · g7 negres peó · h7 negres peó · c6 negres cavall · f6 negres cavall · c5 negres alfil · e5 negres peó · g5 blanques cavall · c4 blanques alfil · e4 blanques peó · a2 blanques peó · b2 blanques peó · c2 blanques peó · d2 blanques peó · f2 blanques peó · g2 blanques peó · h2 blanques peó · a1 blanques torre · b1 blanques cavall · c1 blanques alfil · d1 blanques dama · e1 blanques rei · h1 blanques torre | a8 negres torre · c8 negres alfil · d8 negres dama · e8 negres rei · h8 negres torre · a7 negres peó · b7 negres peó · c7 negres peó · d7 negres peó · f7 negres peó · g7 negres peó · h7 negres peó · c6 negres cavall · f6 negres cavall · c5 negres alfil · e5 negres peó · g5 blanques cavall · c4 blanques alfil · e4 blanques peó · a2 blanques peó · b2 blanques peó · c2 blanques peó · d2 blanques peó · f2 blanques peó · g2 blanques peó · h2 blanques peó · a1 blanques torre · b1 blanques cavall · c1 blanques alfil · d1 blanques dama · e1 blanques rei · h1 blanques torre | a8 negres torre · c8 negres alfil · d8 negres dama · e8 negres rei · h8 negres torre · a7 negres peó · b7 negres peó · c7 negres peó · d7 negres peó · f7 negres peó · g7 negres peó · h7 negres peó · c6 negres cavall · f6 negres cavall · c5 negres alfil · e5 negres peó · g5 blanques cavall · c4 blanques alfil · e4 blanques peó · a2 blanques peó · b2 blanques peó · c2 blanques peó · d2 blanques peó · f2 blanques peó · g2 blanques peó · h2 blanques peó · a1 blanques torre · b1 blanques cavall · c1 blanques alfil · d1 blanques dama · e1 blanques rei · h1 blanques torre | a8 negres torre · c8 negres alfil · d8 negres dama · e8 negres rei · h8 negres torre · a7 negres peó · b7 negres peó · c7 negres peó · d7 negres peó · f7 negres peó · g7 negres peó · h7 negres peó · c6 negres cavall · f6 negres cavall · c5 negres alfil · e5 negres peó · g5 blanques cavall · c4 blanques alfil · e4 blanques peó · a2 blanques peó · b2 blanques peó · c2 blanques peó · d2 blanques peó · f2 blanques peó · g2 blanques peó · h2 blanques peó · a1 blanques torre · b1 blanques cavall · c1 blanques alfil · d1 blanques dama · e1 blanques rei · h1 blanques torre | a8 negres torre · c8 negres alfil · d8 negres dama · e8 negres rei · h8 negres torre · a7 negres peó · b7 negres peó · c7 negres peó · d7 negres peó · f7 negres peó · g7 negres peó · h7 negres peó · c6 negres cavall · f6 negres cavall · c5 negres alfil · e5 negres peó · g5 blanques cavall · c4 blanques alfil · e4 blanques peó · a2 blanques peó · b2 blanques peó · c2 blanques peó · d2 blanques peó · f2 blanques peó · g2 blanques peó · h2 blanques peó · a1 blanques torre · b1 blanques cavall · c1 blanques alfil · d1 blanques dama · e1 blanques rei · h1 blanques torre | a8 negres torre · c8 negres alfil · d8 negres dama · e8 negres rei · h8 negres torre · a7 negres peó · b7 negres peó · c7 negres peó · d7 negres peó · f7 negres peó · g7 negres peó · h7 negres peó · c6 negres cavall · f6 negres cavall · c5 negres alfil · e5 negres peó · g5 blanques cavall · c4 blanques alfil · e4 blanques peó · a2 blanques peó · b2 blanques peó · c2 blanques peó · d2 blanques peó · f2 blanques peó · g2 blanques peó · h2 blanques peó · a1 blanques torre · b1 blanques cavall · c1 blanques alfil · d1 blanques dama · e1 blanques rei · h1 blanques torre | 8 |
| 7 | a8 negres torre · c8 negres alfil · d8 negres dama · e8 negres rei · h8 negres torre · a7 negres peó · b7 negres peó · c7 negres peó · d7 negres peó · f7 negres peó · g7 negres peó · h7 negres peó · c6 negres cavall · f6 negres cavall · c5 negres alfil · e5 negres peó · g5 blanques cavall · c4 blanques alfil · e4 blanques peó · a2 blanques peó · b2 blanques peó · c2 blanques peó · d2 blanques peó · f2 blanques peó · g2 blanques peó · h2 blanques peó · a1 blanques torre · b1 blanques cavall · c1 blanques alfil · d1 blanques dama · e1 blanques rei · h1 blanques torre | a8 negres torre · c8 negres alfil · d8 negres dama · e8 negres rei · h8 negres torre · a7 negres peó · b7 negres peó · c7 negres peó · d7 negres peó · f7 negres peó · g7 negres peó · h7 negres peó · c6 negres cavall · f6 negres cavall · c5 negres alfil · e5 negres peó · g5 blanques cavall · c4 blanques alfil · e4 blanques peó · a2 blanques peó · b2 blanques peó · c2 blanques peó · d2 blanques peó · f2 blanques peó · g2 blanques peó · h2 blanques peó · a1 blanques torre · b1 blanques cavall · c1 blanques alfil · d1 blanques dama · e1 blanques rei · h1 blanques torre | a8 negres torre · c8 negres alfil · d8 negres dama · e8 negres rei · h8 negres torre · a7 negres peó · b7 negres peó · c7 negres peó · d7 negres peó · f7 negres peó · g7 negres peó · h7 negres peó · c6 negres cavall · f6 negres cavall · c5 negres alfil · e5 negres peó · g5 blanques cavall · c4 blanques alfil · e4 blanques peó · a2 blanques peó · b2 blanques peó · c2 blanques peó · d2 blanques peó · f2 blanques peó · g2 blanques peó · h2 blanques peó · a1 blanques torre · b1 blanques cavall · c1 blanques alfil · d1 blanques dama · e1 blanques rei · h1 blanques torre | a8 negres torre · c8 negres alfil · d8 negres dama · e8 negres rei · h8 negres torre · a7 negres peó · b7 negres peó · c7 negres peó · d7 negres peó · f7 negres peó · g7 negres peó · h7 negres peó · c6 negres cavall · f6 negres cavall · c5 negres alfil · e5 negres peó · g5 blanques cavall · c4 blanques alfil · e4 blanques peó · a2 blanques peó · b2 blanques peó · c2 blanques peó · d2 blanques peó · f2 blanques peó · g2 blanques peó · h2 blanques peó · a1 blanques torre · b1 blanques cavall · c1 blanques alfil · d1 blanques dama · e1 blanques rei · h1 blanques torre | a8 negres torre · c8 negres alfil · d8 negres dama · e8 negres rei · h8 negres torre · a7 negres peó · b7 negres peó · c7 negres peó · d7 negres peó · f7 negres peó · g7 negres peó · h7 negres peó · c6 negres cavall · f6 negres cavall · c5 negres alfil · e5 negres peó · g5 blanques cavall · c4 blanques alfil · e4 blanques peó · a2 blanques peó · b2 blanques peó · c2 blanques peó · d2 blanques peó · f2 blanques peó · g2 blanques peó · h2 blanques peó · a1 blanques torre · b1 blanques cavall · c1 blanques alfil · d1 blanques dama · e1 blanques rei · h1 blanques torre | a8 negres torre · c8 negres alfil · d8 negres dama · e8 negres rei · h8 negres torre · a7 negres peó · b7 negres peó · c7 negres peó · d7 negres peó · f7 negres peó · g7 negres peó · h7 negres peó · c6 negres cavall · f6 negres cavall · c5 negres alfil · e5 negres peó · g5 blanques cavall · c4 blanques alfil · e4 blanques peó · a2 blanques peó · b2 blanques peó · c2 blanques peó · d2 blanques peó · f2 blanques peó · g2 blanques peó · h2 blanques peó · a1 blanques torre · b1 blanques cavall · c1 blanques alfil · d1 blanques dama · e1 blanques rei · h1 blanques torre | a8 negres torre · c8 negres alfil · d8 negres dama · e8 negres rei · h8 negres torre · a7 negres peó · b7 negres peó · c7 negres peó · d7 negres peó · f7 negres peó · g7 negres peó · h7 negres peó · c6 negres cavall · f6 negres cavall · c5 negres alfil · e5 negres peó · g5 blanques cavall · c4 blanques alfil · e4 blanques peó · a2 blanques peó · b2 blanques peó · c2 blanques peó · d2 blanques peó · f2 blanques peó · g2 blanques peó · h2 blanques peó · a1 blanques torre · b1 blanques cavall · c1 blanques alfil · d1 blanques dama · e1 blanques rei · h1 blanques torre | a8 negres torre · c8 negres alfil · d8 negres dama · e8 negres rei · h8 negres torre · a7 negres peó · b7 negres peó · c7 negres peó · d7 negres peó · f7 negres peó · g7 negres peó · h7 negres peó · c6 negres cavall · f6 negres cavall · c5 negres alfil · e5 negres peó · g5 blanques cavall · c4 blanques alfil · e4 blanques peó · a2 blanques peó · b2 blanques peó · c2 blanques peó · d2 blanques peó · f2 blanques peó · g2 blanques peó · h2 blanques peó · a1 blanques torre · b1 blanques cavall · c1 blanques alfil · d1 blanques dama · e1 blanques rei · h1 blanques torre | 7 |
| 6 | a8 negres torre · c8 negres alfil · d8 negres dama · e8 negres rei · h8 negres torre · a7 negres peó · b7 negres peó · c7 negres peó · d7 negres peó · f7 negres peó · g7 negres peó · h7 negres peó · c6 negres cavall · f6 negres cavall · c5 negres alfil · e5 negres peó · g5 blanques cavall · c4 blanques alfil · e4 blanques peó · a2 blanques peó · b2 blanques peó · c2 blanques peó · d2 blanques peó · f2 blanques peó · g2 blanques peó · h2 blanques peó · a1 blanques torre · b1 blanques cavall · c1 blanques alfil · d1 blanques dama · e1 blanques rei · h1 blanques torre | a8 negres torre · c8 negres alfil · d8 negres dama · e8 negres rei · h8 negres torre · a7 negres peó · b7 negres peó · c7 negres peó · d7 negres peó · f7 negres peó · g7 negres peó · h7 negres peó · c6 negres cavall · f6 negres cavall · c5 negres alfil · e5 negres peó · g5 blanques cavall · c4 blanques alfil · e4 blanques peó · a2 blanques peó · b2 blanques peó · c2 blanques peó · d2 blanques peó · f2 blanques peó · g2 blanques peó · h2 blanques peó · a1 blanques torre · b1 blanques cavall · c1 blanques alfil · d1 blanques dama · e1 blanques rei · h1 blanques torre | a8 negres torre · c8 negres alfil · d8 negres dama · e8 negres rei · h8 negres torre · a7 negres peó · b7 negres peó · c7 negres peó · d7 negres peó · f7 negres peó · g7 negres peó · h7 negres peó · c6 negres cavall · f6 negres cavall · c5 negres alfil · e5 negres peó · g5 blanques cavall · c4 blanques alfil · e4 blanques peó · a2 blanques peó · b2 blanques peó · c2 blanques peó · d2 blanques peó · f2 blanques peó · g2 blanques peó · h2 blanques peó · a1 blanques torre · b1 blanques cavall · c1 blanques alfil · d1 blanques dama · e1 blanques rei · h1 blanques torre | a8 negres torre · c8 negres alfil · d8 negres dama · e8 negres rei · h8 negres torre · a7 negres peó · b7 negres peó · c7 negres peó · d7 negres peó · f7 negres peó · g7 negres peó · h7 negres peó · c6 negres cavall · f6 negres cavall · c5 negres alfil · e5 negres peó · g5 blanques cavall · c4 blanques alfil · e4 blanques peó · a2 blanques peó · b2 blanques peó · c2 blanques peó · d2 blanques peó · f2 blanques peó · g2 blanques peó · h2 blanques peó · a1 blanques torre · b1 blanques cavall · c1 blanques alfil · d1 blanques dama · e1 blanques rei · h1 blanques torre | a8 negres torre · c8 negres alfil · d8 negres dama · e8 negres rei · h8 negres torre · a7 negres peó · b7 negres peó · c7 negres peó · d7 negres peó · f7 negres peó · g7 negres peó · h7 negres peó · c6 negres cavall · f6 negres cavall · c5 negres alfil · e5 negres peó · g5 blanques cavall · c4 blanques alfil · e4 blanques peó · a2 blanques peó · b2 blanques peó · c2 blanques peó · d2 blanques peó · f2 blanques peó · g2 blanques peó · h2 blanques peó · a1 blanques torre · b1 blanques cavall · c1 blanques alfil · d1 blanques dama · e1 blanques rei · h1 blanques torre | a8 negres torre · c8 negres alfil · d8 negres dama · e8 negres rei · h8 negres torre · a7 negres peó · b7 negres peó · c7 negres peó · d7 negres peó · f7 negres peó · g7 negres peó · h7 negres peó · c6 negres cavall · f6 negres cavall · c5 negres alfil · e5 negres peó · g5 blanques cavall · c4 blanques alfil · e4 blanques peó · a2 blanques peó · b2 blanques peó · c2 blanques peó · d2 blanques peó · f2 blanques peó · g2 blanques peó · h2 blanques peó · a1 blanques torre · b1 blanques cavall · c1 blanques alfil · d1 blanques dama · e1 blanques rei · h1 blanques torre | a8 negres torre · c8 negres alfil · d8 negres dama · e8 negres rei · h8 negres torre · a7 negres peó · b7 negres peó · c7 negres peó · d7 negres peó · f7 negres peó · g7 negres peó · h7 negres peó · c6 negres cavall · f6 negres cavall · c5 negres alfil · e5 negres peó · g5 blanques cavall · c4 blanques alfil · e4 blanques peó · a2 blanques peó · b2 blanques peó · c2 blanques peó · d2 blanques peó · f2 blanques peó · g2 blanques peó · h2 blanques peó · a1 blanques torre · b1 blanques cavall · c1 blanques alfil · d1 blanques dama · e1 blanques rei · h1 blanques torre | a8 negres torre · c8 negres alfil · d8 negres dama · e8 negres rei · h8 negres torre · a7 negres peó · b7 negres peó · c7 negres peó · d7 negres peó · f7 negres peó · g7 negres peó · h7 negres peó · c6 negres cavall · f6 negres cavall · c5 negres alfil · e5 negres peó · g5 blanques cavall · c4 blanques alfil · e4 blanques peó · a2 blanques peó · b2 blanques peó · c2 blanques peó · d2 blanques peó · f2 blanques peó · g2 blanques peó · h2 blanques peó · a1 blanques torre · b1 blanques cavall · c1 blanques alfil · d1 blanques dama · e1 blanques rei · h1 blanques torre | 6 |
| 5 | a8 negres torre · c8 negres alfil · d8 negres dama · e8 negres rei · h8 negres torre · a7 negres peó · b7 negres peó · c7 negres peó · d7 negres peó · f7 negres peó · g7 negres peó · h7 negres peó · c6 negres cavall · f6 negres cavall · c5 negres alfil · e5 negres peó · g5 blanques cavall · c4 blanques alfil · e4 blanques peó · a2 blanques peó · b2 blanques peó · c2 blanques peó · d2 blanques peó · f2 blanques peó · g2 blanques peó · h2 blanques peó · a1 blanques torre · b1 blanques cavall · c1 blanques alfil · d1 blanques dama · e1 blanques rei · h1 blanques torre | a8 negres torre · c8 negres alfil · d8 negres dama · e8 negres rei · h8 negres torre · a7 negres peó · b7 negres peó · c7 negres peó · d7 negres peó · f7 negres peó · g7 negres peó · h7 negres peó · c6 negres cavall · f6 negres cavall · c5 negres alfil · e5 negres peó · g5 blanques cavall · c4 blanques alfil · e4 blanques peó · a2 blanques peó · b2 blanques peó · c2 blanques peó · d2 blanques peó · f2 blanques peó · g2 blanques peó · h2 blanques peó · a1 blanques torre · b1 blanques cavall · c1 blanques alfil · d1 blanques dama · e1 blanques rei · h1 blanques torre | a8 negres torre · c8 negres alfil · d8 negres dama · e8 negres rei · h8 negres torre · a7 negres peó · b7 negres peó · c7 negres peó · d7 negres peó · f7 negres peó · g7 negres peó · h7 negres peó · c6 negres cavall · f6 negres cavall · c5 negres alfil · e5 negres peó · g5 blanques cavall · c4 blanques alfil · e4 blanques peó · a2 blanques peó · b2 blanques peó · c2 blanques peó · d2 blanques peó · f2 blanques peó · g2 blanques peó · h2 blanques peó · a1 blanques torre · b1 blanques cavall · c1 blanques alfil · d1 blanques dama · e1 blanques rei · h1 blanques torre | a8 negres torre · c8 negres alfil · d8 negres dama · e8 negres rei · h8 negres torre · a7 negres peó · b7 negres peó · c7 negres peó · d7 negres peó · f7 negres peó · g7 negres peó · h7 negres peó · c6 negres cavall · f6 negres cavall · c5 negres alfil · e5 negres peó · g5 blanques cavall · c4 blanques alfil · e4 blanques peó · a2 blanques peó · b2 blanques peó · c2 blanques peó · d2 blanques peó · f2 blanques peó · g2 blanques peó · h2 blanques peó · a1 blanques torre · b1 blanques cavall · c1 blanques alfil · d1 blanques dama · e1 blanques rei · h1 blanques torre | a8 negres torre · c8 negres alfil · d8 negres dama · e8 negres rei · h8 negres torre · a7 negres peó · b7 negres peó · c7 negres peó · d7 negres peó · f7 negres peó · g7 negres peó · h7 negres peó · c6 negres cavall · f6 negres cavall · c5 negres alfil · e5 negres peó · g5 blanques cavall · c4 blanques alfil · e4 blanques peó · a2 blanques peó · b2 blanques peó · c2 blanques peó · d2 blanques peó · f2 blanques peó · g2 blanques peó · h2 blanques peó · a1 blanques torre · b1 blanques cavall · c1 blanques alfil · d1 blanques dama · e1 blanques rei · h1 blanques torre | a8 negres torre · c8 negres alfil · d8 negres dama · e8 negres rei · h8 negres torre · a7 negres peó · b7 negres peó · c7 negres peó · d7 negres peó · f7 negres peó · g7 negres peó · h7 negres peó · c6 negres cavall · f6 negres cavall · c5 negres alfil · e5 negres peó · g5 blanques cavall · c4 blanques alfil · e4 blanques peó · a2 blanques peó · b2 blanques peó · c2 blanques peó · d2 blanques peó · f2 blanques peó · g2 blanques peó · h2 blanques peó · a1 blanques torre · b1 blanques cavall · c1 blanques alfil · d1 blanques dama · e1 blanques rei · h1 blanques torre | a8 negres torre · c8 negres alfil · d8 negres dama · e8 negres rei · h8 negres torre · a7 negres peó · b7 negres peó · c7 negres peó · d7 negres peó · f7 negres peó · g7 negres peó · h7 negres peó · c6 negres cavall · f6 negres cavall · c5 negres alfil · e5 negres peó · g5 blanques cavall · c4 blanques alfil · e4 blanques peó · a2 blanques peó · b2 blanques peó · c2 blanques peó · d2 blanques peó · f2 blanques peó · g2 blanques peó · h2 blanques peó · a1 blanques torre · b1 blanques cavall · c1 blanques alfil · d1 blanques dama · e1 blanques rei · h1 blanques torre | a8 negres torre · c8 negres alfil · d8 negres dama · e8 negres rei · h8 negres torre · a7 negres peó · b7 negres peó · c7 negres peó · d7 negres peó · f7 negres peó · g7 negres peó · h7 negres peó · c6 negres cavall · f6 negres cavall · c5 negres alfil · e5 negres peó · g5 blanques cavall · c4 blanques alfil · e4 blanques peó · a2 blanques peó · b2 blanques peó · c2 blanques peó · d2 blanques peó · f2 blanques peó · g2 blanques peó · h2 blanques peó · a1 blanques torre · b1 blanques cavall · c1 blanques alfil · d1 blanques dama · e1 blanques rei · h1 blanques torre | 5 |
| 4 | a8 negres torre · c8 negres alfil · d8 negres dama · e8 negres rei · h8 negres torre · a7 negres peó · b7 negres peó · c7 negres peó · d7 negres peó · f7 negres peó · g7 negres peó · h7 negres peó · c6 negres cavall · f6 negres cavall · c5 negres alfil · e5 negres peó · g5 blanques cavall · c4 blanques alfil · e4 blanques peó · a2 blanques peó · b2 blanques peó · c2 blanques peó · d2 blanques peó · f2 blanques peó · g2 blanques peó · h2 blanques peó · a1 blanques torre · b1 blanques cavall · c1 blanques alfil · d1 blanques dama · e1 blanques rei · h1 blanques torre | a8 negres torre · c8 negres alfil · d8 negres dama · e8 negres rei · h8 negres torre · a7 negres peó · b7 negres peó · c7 negres peó · d7 negres peó · f7 negres peó · g7 negres peó · h7 negres peó · c6 negres cavall · f6 negres cavall · c5 negres alfil · e5 negres peó · g5 blanques cavall · c4 blanques alfil · e4 blanques peó · a2 blanques peó · b2 blanques peó · c2 blanques peó · d2 blanques peó · f2 blanques peó · g2 blanques peó · h2 blanques peó · a1 blanques torre · b1 blanques cavall · c1 blanques alfil · d1 blanques dama · e1 blanques rei · h1 blanques torre | a8 negres torre · c8 negres alfil · d8 negres dama · e8 negres rei · h8 negres torre · a7 negres peó · b7 negres peó · c7 negres peó · d7 negres peó · f7 negres peó · g7 negres peó · h7 negres peó · c6 negres cavall · f6 negres cavall · c5 negres alfil · e5 negres peó · g5 blanques cavall · c4 blanques alfil · e4 blanques peó · a2 blanques peó · b2 blanques peó · c2 blanques peó · d2 blanques peó · f2 blanques peó · g2 blanques peó · h2 blanques peó · a1 blanques torre · b1 blanques cavall · c1 blanques alfil · d1 blanques dama · e1 blanques rei · h1 blanques torre | a8 negres torre · c8 negres alfil · d8 negres dama · e8 negres rei · h8 negres torre · a7 negres peó · b7 negres peó · c7 negres peó · d7 negres peó · f7 negres peó · g7 negres peó · h7 negres peó · c6 negres cavall · f6 negres cavall · c5 negres alfil · e5 negres peó · g5 blanques cavall · c4 blanques alfil · e4 blanques peó · a2 blanques peó · b2 blanques peó · c2 blanques peó · d2 blanques peó · f2 blanques peó · g2 blanques peó · h2 blanques peó · a1 blanques torre · b1 blanques cavall · c1 blanques alfil · d1 blanques dama · e1 blanques rei · h1 blanques torre | a8 negres torre · c8 negres alfil · d8 negres dama · e8 negres rei · h8 negres torre · a7 negres peó · b7 negres peó · c7 negres peó · d7 negres peó · f7 negres peó · g7 negres peó · h7 negres peó · c6 negres cavall · f6 negres cavall · c5 negres alfil · e5 negres peó · g5 blanques cavall · c4 blanques alfil · e4 blanques peó · a2 blanques peó · b2 blanques peó · c2 blanques peó · d2 blanques peó · f2 blanques peó · g2 blanques peó · h2 blanques peó · a1 blanques torre · b1 blanques cavall · c1 blanques alfil · d1 blanques dama · e1 blanques rei · h1 blanques torre | a8 negres torre · c8 negres alfil · d8 negres dama · e8 negres rei · h8 negres torre · a7 negres peó · b7 negres peó · c7 negres peó · d7 negres peó · f7 negres peó · g7 negres peó · h7 negres peó · c6 negres cavall · f6 negres cavall · c5 negres alfil · e5 negres peó · g5 blanques cavall · c4 blanques alfil · e4 blanques peó · a2 blanques peó · b2 blanques peó · c2 blanques peó · d2 blanques peó · f2 blanques peó · g2 blanques peó · h2 blanques peó · a1 blanques torre · b1 blanques cavall · c1 blanques alfil · d1 blanques dama · e1 blanques rei · h1 blanques torre | a8 negres torre · c8 negres alfil · d8 negres dama · e8 negres rei · h8 negres torre · a7 negres peó · b7 negres peó · c7 negres peó · d7 negres peó · f7 negres peó · g7 negres peó · h7 negres peó · c6 negres cavall · f6 negres cavall · c5 negres alfil · e5 negres peó · g5 blanques cavall · c4 blanques alfil · e4 blanques peó · a2 blanques peó · b2 blanques peó · c2 blanques peó · d2 blanques peó · f2 blanques peó · g2 blanques peó · h2 blanques peó · a1 blanques torre · b1 blanques cavall · c1 blanques alfil · d1 blanques dama · e1 blanques rei · h1 blanques torre | a8 negres torre · c8 negres alfil · d8 negres dama · e8 negres rei · h8 negres torre · a7 negres peó · b7 negres peó · c7 negres peó · d7 negres peó · f7 negres peó · g7 negres peó · h7 negres peó · c6 negres cavall · f6 negres cavall · c5 negres alfil · e5 negres peó · g5 blanques cavall · c4 blanques alfil · e4 blanques peó · a2 blanques peó · b2 blanques peó · c2 blanques peó · d2 blanques peó · f2 blanques peó · g2 blanques peó · h2 blanques peó · a1 blanques torre · b1 blanques cavall · c1 blanques alfil · d1 blanques dama · e1 blanques rei · h1 blanques torre | 4 |
| 3 | a8 negres torre · c8 negres alfil · d8 negres dama · e8 negres rei · h8 negres torre · a7 negres peó · b7 negres peó · c7 negres peó · d7 negres peó · f7 negres peó · g7 negres peó · h7 negres peó · c6 negres cavall · f6 negres cavall · c5 negres alfil · e5 negres peó · g5 blanques cavall · c4 blanques alfil · e4 blanques peó · a2 blanques peó · b2 blanques peó · c2 blanques peó · d2 blanques peó · f2 blanques peó · g2 blanques peó · h2 blanques peó · a1 blanques torre · b1 blanques cavall · c1 blanques alfil · d1 blanques dama · e1 blanques rei · h1 blanques torre | a8 negres torre · c8 negres alfil · d8 negres dama · e8 negres rei · h8 negres torre · a7 negres peó · b7 negres peó · c7 negres peó · d7 negres peó · f7 negres peó · g7 negres peó · h7 negres peó · c6 negres cavall · f6 negres cavall · c5 negres alfil · e5 negres peó · g5 blanques cavall · c4 blanques alfil · e4 blanques peó · a2 blanques peó · b2 blanques peó · c2 blanques peó · d2 blanques peó · f2 blanques peó · g2 blanques peó · h2 blanques peó · a1 blanques torre · b1 blanques cavall · c1 blanques alfil · d1 blanques dama · e1 blanques rei · h1 blanques torre | a8 negres torre · c8 negres alfil · d8 negres dama · e8 negres rei · h8 negres torre · a7 negres peó · b7 negres peó · c7 negres peó · d7 negres peó · f7 negres peó · g7 negres peó · h7 negres peó · c6 negres cavall · f6 negres cavall · c5 negres alfil · e5 negres peó · g5 blanques cavall · c4 blanques alfil · e4 blanques peó · a2 blanques peó · b2 blanques peó · c2 blanques peó · d2 blanques peó · f2 blanques peó · g2 blanques peó · h2 blanques peó · a1 blanques torre · b1 blanques cavall · c1 blanques alfil · d1 blanques dama · e1 blanques rei · h1 blanques torre | a8 negres torre · c8 negres alfil · d8 negres dama · e8 negres rei · h8 negres torre · a7 negres peó · b7 negres peó · c7 negres peó · d7 negres peó · f7 negres peó · g7 negres peó · h7 negres peó · c6 negres cavall · f6 negres cavall · c5 negres alfil · e5 negres peó · g5 blanques cavall · c4 blanques alfil · e4 blanques peó · a2 blanques peó · b2 blanques peó · c2 blanques peó · d2 blanques peó · f2 blanques peó · g2 blanques peó · h2 blanques peó · a1 blanques torre · b1 blanques cavall · c1 blanques alfil · d1 blanques dama · e1 blanques rei · h1 blanques torre | a8 negres torre · c8 negres alfil · d8 negres dama · e8 negres rei · h8 negres torre · a7 negres peó · b7 negres peó · c7 negres peó · d7 negres peó · f7 negres peó · g7 negres peó · h7 negres peó · c6 negres cavall · f6 negres cavall · c5 negres alfil · e5 negres peó · g5 blanques cavall · c4 blanques alfil · e4 blanques peó · a2 blanques peó · b2 blanques peó · c2 blanques peó · d2 blanques peó · f2 blanques peó · g2 blanques peó · h2 blanques peó · a1 blanques torre · b1 blanques cavall · c1 blanques alfil · d1 blanques dama · e1 blanques rei · h1 blanques torre | a8 negres torre · c8 negres alfil · d8 negres dama · e8 negres rei · h8 negres torre · a7 negres peó · b7 negres peó · c7 negres peó · d7 negres peó · f7 negres peó · g7 negres peó · h7 negres peó · c6 negres cavall · f6 negres cavall · c5 negres alfil · e5 negres peó · g5 blanques cavall · c4 blanques alfil · e4 blanques peó · a2 blanques peó · b2 blanques peó · c2 blanques peó · d2 blanques peó · f2 blanques peó · g2 blanques peó · h2 blanques peó · a1 blanques torre · b1 blanques cavall · c1 blanques alfil · d1 blanques dama · e1 blanques rei · h1 blanques torre | a8 negres torre · c8 negres alfil · d8 negres dama · e8 negres rei · h8 negres torre · a7 negres peó · b7 negres peó · c7 negres peó · d7 negres peó · f7 negres peó · g7 negres peó · h7 negres peó · c6 negres cavall · f6 negres cavall · c5 negres alfil · e5 negres peó · g5 blanques cavall · c4 blanques alfil · e4 blanques peó · a2 blanques peó · b2 blanques peó · c2 blanques peó · d2 blanques peó · f2 blanques peó · g2 blanques peó · h2 blanques peó · a1 blanques torre · b1 blanques cavall · c1 blanques alfil · d1 blanques dama · e1 blanques rei · h1 blanques torre | a8 negres torre · c8 negres alfil · d8 negres dama · e8 negres rei · h8 negres torre · a7 negres peó · b7 negres peó · c7 negres peó · d7 negres peó · f7 negres peó · g7 negres peó · h7 negres peó · c6 negres cavall · f6 negres cavall · c5 negres alfil · e5 negres peó · g5 blanques cavall · c4 blanques alfil · e4 blanques peó · a2 blanques peó · b2 blanques peó · c2 blanques peó · d2 blanques peó · f2 blanques peó · g2 blanques peó · h2 blanques peó · a1 blanques torre · b1 blanques cavall · c1 blanques alfil · d1 blanques dama · e1 blanques rei · h1 blanques torre | 3 |
| 2 | a8 negres torre · c8 negres alfil · d8 negres dama · e8 negres rei · h8 negres torre · a7 negres peó · b7 negres peó · c7 negres peó · d7 negres peó · f7 negres peó · g7 negres peó · h7 negres peó · c6 negres cavall · f6 negres cavall · c5 negres alfil · e5 negres peó · g5 blanques cavall · c4 blanques alfil · e4 blanques peó · a2 blanques peó · b2 blanques peó · c2 blanques peó · d2 blanques peó · f2 blanques peó · g2 blanques peó · h2 blanques peó · a1 blanques torre · b1 blanques cavall · c1 blanques alfil · d1 blanques dama · e1 blanques rei · h1 blanques torre | a8 negres torre · c8 negres alfil · d8 negres dama · e8 negres rei · h8 negres torre · a7 negres peó · b7 negres peó · c7 negres peó · d7 negres peó · f7 negres peó · g7 negres peó · h7 negres peó · c6 negres cavall · f6 negres cavall · c5 negres alfil · e5 negres peó · g5 blanques cavall · c4 blanques alfil · e4 blanques peó · a2 blanques peó · b2 blanques peó · c2 blanques peó · d2 blanques peó · f2 blanques peó · g2 blanques peó · h2 blanques peó · a1 blanques torre · b1 blanques cavall · c1 blanques alfil · d1 blanques dama · e1 blanques rei · h1 blanques torre | a8 negres torre · c8 negres alfil · d8 negres dama · e8 negres rei · h8 negres torre · a7 negres peó · b7 negres peó · c7 negres peó · d7 negres peó · f7 negres peó · g7 negres peó · h7 negres peó · c6 negres cavall · f6 negres cavall · c5 negres alfil · e5 negres peó · g5 blanques cavall · c4 blanques alfil · e4 blanques peó · a2 blanques peó · b2 blanques peó · c2 blanques peó · d2 blanques peó · f2 blanques peó · g2 blanques peó · h2 blanques peó · a1 blanques torre · b1 blanques cavall · c1 blanques alfil · d1 blanques dama · e1 blanques rei · h1 blanques torre | a8 negres torre · c8 negres alfil · d8 negres dama · e8 negres rei · h8 negres torre · a7 negres peó · b7 negres peó · c7 negres peó · d7 negres peó · f7 negres peó · g7 negres peó · h7 negres peó · c6 negres cavall · f6 negres cavall · c5 negres alfil · e5 negres peó · g5 blanques cavall · c4 blanques alfil · e4 blanques peó · a2 blanques peó · b2 blanques peó · c2 blanques peó · d2 blanques peó · f2 blanques peó · g2 blanques peó · h2 blanques peó · a1 blanques torre · b1 blanques cavall · c1 blanques alfil · d1 blanques dama · e1 blanques rei · h1 blanques torre | a8 negres torre · c8 negres alfil · d8 negres dama · e8 negres rei · h8 negres torre · a7 negres peó · b7 negres peó · c7 negres peó · d7 negres peó · f7 negres peó · g7 negres peó · h7 negres peó · c6 negres cavall · f6 negres cavall · c5 negres alfil · e5 negres peó · g5 blanques cavall · c4 blanques alfil · e4 blanques peó · a2 blanques peó · b2 blanques peó · c2 blanques peó · d2 blanques peó · f2 blanques peó · g2 blanques peó · h2 blanques peó · a1 blanques torre · b1 blanques cavall · c1 blanques alfil · d1 blanques dama · e1 blanques rei · h1 blanques torre | a8 negres torre · c8 negres alfil · d8 negres dama · e8 negres rei · h8 negres torre · a7 negres peó · b7 negres peó · c7 negres peó · d7 negres peó · f7 negres peó · g7 negres peó · h7 negres peó · c6 negres cavall · f6 negres cavall · c5 negres alfil · e5 negres peó · g5 blanques cavall · c4 blanques alfil · e4 blanques peó · a2 blanques peó · b2 blanques peó · c2 blanques peó · d2 blanques peó · f2 blanques peó · g2 blanques peó · h2 blanques peó · a1 blanques torre · b1 blanques cavall · c1 blanques alfil · d1 blanques dama · e1 blanques rei · h1 blanques torre | a8 negres torre · c8 negres alfil · d8 negres dama · e8 negres rei · h8 negres torre · a7 negres peó · b7 negres peó · c7 negres peó · d7 negres peó · f7 negres peó · g7 negres peó · h7 negres peó · c6 negres cavall · f6 negres cavall · c5 negres alfil · e5 negres peó · g5 blanques cavall · c4 blanques alfil · e4 blanques peó · a2 blanques peó · b2 blanques peó · c2 blanques peó · d2 blanques peó · f2 blanques peó · g2 blanques peó · h2 blanques peó · a1 blanques torre · b1 blanques cavall · c1 blanques alfil · d1 blanques dama · e1 blanques rei · h1 blanques torre | a8 negres torre · c8 negres alfil · d8 negres dama · e8 negres rei · h8 negres torre · a7 negres peó · b7 negres peó · c7 negres peó · d7 negres peó · f7 negres peó · g7 negres peó · h7 negres peó · c6 negres cavall · f6 negres cavall · c5 negres alfil · e5 negres peó · g5 blanques cavall · c4 blanques alfil · e4 blanques peó · a2 blanques peó · b2 blanques peó · c2 blanques peó · d2 blanques peó · f2 blanques peó · g2 blanques peó · h2 blanques peó · a1 blanques torre · b1 blanques cavall · c1 blanques alfil · d1 blanques dama · e1 blanques rei · h1 blanques torre | 2 |
| 1 | a8 negres torre · c8 negres alfil · d8 negres dama · e8 negres rei · h8 negres torre · a7 negres peó · b7 negres peó · c7 negres peó · d7 negres peó · f7 negres peó · g7 negres peó · h7 negres peó · c6 negres cavall · f6 negres cavall · c5 negres alfil · e5 negres peó · g5 blanques cavall · c4 blanques alfil · e4 blanques peó · a2 blanques peó · b2 blanques peó · c2 blanques peó · d2 blanques peó · f2 blanques peó · g2 blanques peó · h2 blanques peó · a1 blanques torre · b1 blanques cavall · c1 blanques alfil · d1 blanques dama · e1 blanques rei · h1 blanques torre | a8 negres torre · c8 negres alfil · d8 negres dama · e8 negres rei · h8 negres torre · a7 negres peó · b7 negres peó · c7 negres peó · d7 negres peó · f7 negres peó · g7 negres peó · h7 negres peó · c6 negres cavall · f6 negres cavall · c5 negres alfil · e5 negres peó · g5 blanques cavall · c4 blanques alfil · e4 blanques peó · a2 blanques peó · b2 blanques peó · c2 blanques peó · d2 blanques peó · f2 blanques peó · g2 blanques peó · h2 blanques peó · a1 blanques torre · b1 blanques cavall · c1 blanques alfil · d1 blanques dama · e1 blanques rei · h1 blanques torre | a8 negres torre · c8 negres alfil · d8 negres dama · e8 negres rei · h8 negres torre · a7 negres peó · b7 negres peó · c7 negres peó · d7 negres peó · f7 negres peó · g7 negres peó · h7 negres peó · c6 negres cavall · f6 negres cavall · c5 negres alfil · e5 negres peó · g5 blanques cavall · c4 blanques alfil · e4 blanques peó · a2 blanques peó · b2 blanques peó · c2 blanques peó · d2 blanques peó · f2 blanques peó · g2 blanques peó · h2 blanques peó · a1 blanques torre · b1 blanques cavall · c1 blanques alfil · d1 blanques dama · e1 blanques rei · h1 blanques torre | a8 negres torre · c8 negres alfil · d8 negres dama · e8 negres rei · h8 negres torre · a7 negres peó · b7 negres peó · c7 negres peó · d7 negres peó · f7 negres peó · g7 negres peó · h7 negres peó · c6 negres cavall · f6 negres cavall · c5 negres alfil · e5 negres peó · g5 blanques cavall · c4 blanques alfil · e4 blanques peó · a2 blanques peó · b2 blanques peó · c2 blanques peó · d2 blanques peó · f2 blanques peó · g2 blanques peó · h2 blanques peó · a1 blanques torre · b1 blanques cavall · c1 blanques alfil · d1 blanques dama · e1 blanques rei · h1 blanques torre | a8 negres torre · c8 negres alfil · d8 negres dama · e8 negres rei · h8 negres torre · a7 negres peó · b7 negres peó · c7 negres peó · d7 negres peó · f7 negres peó · g7 negres peó · h7 negres peó · c6 negres cavall · f6 negres cavall · c5 negres alfil · e5 negres peó · g5 blanques cavall · c4 blanques alfil · e4 blanques peó · a2 blanques peó · b2 blanques peó · c2 blanques peó · d2 blanques peó · f2 blanques peó · g2 blanques peó · h2 blanques peó · a1 blanques torre · b1 blanques cavall · c1 blanques alfil · d1 blanques dama · e1 blanques rei · h1 blanques torre | a8 negres torre · c8 negres alfil · d8 negres dama · e8 negres rei · h8 negres torre · a7 negres peó · b7 negres peó · c7 negres peó · d7 negres peó · f7 negres peó · g7 negres peó · h7 negres peó · c6 negres cavall · f6 negres cavall · c5 negres alfil · e5 negres peó · g5 blanques cavall · c4 blanques alfil · e4 blanques peó · a2 blanques peó · b2 blanques peó · c2 blanques peó · d2 blanques peó · f2 blanques peó · g2 blanques peó · h2 blanques peó · a1 blanques torre · b1 blanques cavall · c1 blanques alfil · d1 blanques dama · e1 blanques rei · h1 blanques torre | a8 negres torre · c8 negres alfil · d8 negres dama · e8 negres rei · h8 negres torre · a7 negres peó · b7 negres peó · c7 negres peó · d7 negres peó · f7 negres peó · g7 negres peó · h7 negres peó · c6 negres cavall · f6 negres cavall · c5 negres alfil · e5 negres peó · g5 blanques cavall · c4 blanques alfil · e4 blanques peó · a2 blanques peó · b2 blanques peó · c2 blanques peó · d2 blanques peó · f2 blanques peó · g2 blanques peó · h2 blanques peó · a1 blanques torre · b1 blanques cavall · c1 blanques alfil · d1 blanques dama · e1 blanques rei · h1 blanques torre | a8 negres torre · c8 negres alfil · d8 negres dama · e8 negres rei · h8 negres torre · a7 negres peó · b7 negres peó · c7 negres peó · d7 negres peó · f7 negres peó · g7 negres peó · h7 negres peó · c6 negres cavall · f6 negres cavall · c5 negres alfil · e5 negres peó · g5 blanques cavall · c4 blanques alfil · e4 blanques peó · a2 blanques peó · b2 blanques peó · c2 blanques peó · d2 blanques peó · f2 blanques peó · g2 blanques peó · h2 blanques peó · a1 blanques torre · b1 blanques cavall · c1 blanques alfil · d1 blanques dama · e1 blanques rei · h1 blanques torre | 1 |
|   | a | b | c | d | e | f | g | h |   |

Les blanques han de respondre a l'atac sobre el seu peó-e (per una explicació de la notació, vegeu Taules de teoria d'obertures d'escacs).
1.e4 e5 2.Cf3 Cc6 3.Ac4 Cf6
| Variant Traxler o Wilkes-Barre      | Cg5 Ac5!? | Axf7+! Re7  | Ab3! -      | -         | -        | -         | -        |   |  |
| Variant Lolli                       | ... d5    | exd5 Cxd5?! | d4! -       | -         | -        | -         | -        |   |  |
| Atac Fried Liver                    | ...       | ...         | Cxf7!? Rxf7 | Df3+ Re6  | Cc3 Cb4  | a3! Cxc2+ | Rd1 Cxa1 | - |  |
| Variant Morphy                      | ... d5    | exd5 Ca5    | d3 h6       | Cf3 e4    | De2 Cxc4 | dxc4 Ac5  | -        |   |  |
| Línia principal                     | ...       | ...         | Ab5+ c6     | dxc6 bxc6 | Ae2 h6   | Cf3 e4    | Ce5 -    |   |  |
| Variant Steinitz                    | ...       | ...         | ...         | ...       | ...      | Ch3 -     | -        |   |  |
| Variant Ulvestad                    | ...       | ... b5      | Af1! Cd4    | c3 Cxd5   | Ce4 -    | -         | -        |   |  |
| Variant Fritz                       | ...       | ... Cd4     | c3 b5       | Af1! Cxd5 | Ce4 -    | -         | -        |   |  |
| Gambit Boden-Kieseritzky            | Cc3 Cxe4  | O-O Cxc3    | dxc3 De7    | Cg5 Cd8   | -        | -         | -        |   |  |
| Giuoco Pianissimo, per transposició | d3 Ac5    | -           | -           | -         | -        | -         | -        |   |  |
| 3                                   | ... d5!?  | exd5 Cxd5   | -           | -         | -        | -         | -        |   |  |
| 4                                   | ... Ae7   | -           | -           | -         | -        | -         | -        |   |  |
| 5                                   | d4 exd4   | -           | -           | -         | -        | -         | -        |   |  |
| 6                                   | ...       | O-O Cxe4    | Te1 d5      | Axd5 Dxd5 | Cc3 -    | -         | -        |   |  |
| Atac Max Lange                      | ...       | ... Ac5     | e5 d5       | exf6 dxc4 | Te1+ Ae6 | Cg5 Dd5   | Cc3 Df5  |   |  |
| 8                                   | ...       | e5 d5       | Ab5 Ce4     | Cxd4 Ac5  | -        | -         | -        |   |  |
| 9                                   | ...       | ... Ce4     | -           | -         | -        | -         | -        |   |  |
| 10                                  | ...       | ... Cg4     | -           | -         | -        | -         | -        |   |  |

### 4.Cg5
Siegbert Tarrasch va dir de 4.Cg5 que era un "moviment maldestre" (ein richtiger Stümperzug) i Panov el va titllar de "primitiu", però aquest atac sobre f7 pràcticament força el guany d'un peó.
A despit de les crítiques de Tarrasch, molts jugadors consideren 4.Cg5 la millor temptativa blanca per obtenir avantatge, i ha estat jugada pels Campions del món Wilhelm Steinitz, Bobby Fischer, Anatoli Kàrpov, Garri Kaspàrov, i Viswanathan Anand.
El problemista txec Karel Traxler va jugar 4...Ac5!? a Reinisch–Traxler, Praga el 1896. Algunes dècades després, diversos jugadors aficionats de Pennsylvania, (principalment en K. Williams) van analitzar la variant i decidiren d'anomenar-la com la seva ciutat d'origen, Wilkes-Barre (Pennsylvania), i per això actualment 4...Ac5 és coneguda tant com a "variant Traxler" com (només als EUA i el Regne Unit) com a variant Wilkes-Barre.
Aquesta audaç jugada ignora l'atac blanc sobre f7 i condueix a un joc salvatge on hi ha un elevat nombre de variants que han estat analitzades fins a arribar a les taules per escac continu.
Les blanques poden jugar 5.d4, 5.Cxf7, o 5.Axf7+.
Després de 5.d4 d5!, el millor per les blanques és dirigir-se cap a un final igualat després de 6.dxc5 dxc4 7.Dxd8+. D'altres opcions a la sisena jugada han donat molt mals resultats a les blanques.
La jugada usual acostumava a ser 5.Cxf7, però dona un joc molt complicat després de 5...Axf2+. Les actuals línies principals condueixen a les taules o a posicions d'igualtat, per exemple, després de 6.Rxf2 Cxe4+ 7.Rg1, o fins i tot 7.Re3. L'any 2000, aquest darrer moviment (que ja havia estat considerat fins i tot pel mateix Traxler) fou elevat a la consideració de 'refutació' de la variant Traxler, després d'un article al New in Chess Yearbook, que mostrava en portada un diagrama de la posició després de la setena jugada blanca. De tota manera, anàlisis d'ordinador van mostrar posteriorment que les negres poden probablement forçar les taules també després d'aquest moviment.
El millor intent per les blanques de lluitar per l'avantatge és probablement 5.Axf7+ re7 6.ab3, que és la línia que posa les negres davant de majors problemes.
No hi ha Grans Mestres que hagin jugat el Wilkes-Barre regularment amb negres, però Aleksandr Beliavski i Aleksei Xírov l'han jugat ocasionalment fins i tot en l'alta competició; no se'n coneix una refutació clara.
Més comú és 4...d5 5.exd5. La recaptura 5...Cxd5?! és molt arriscada.
Albert Pinkus va tractar d'impulsar aquest moviment amb anàlisis publicades en les edicions de 1943 i 1944 de Chess Review,
però les blanques obtenen un fort atac tant amb la segura variant Lolli 6.d4! o el sacrificador Atac Fegatello (o Fried Liver) 6.Cxf7!? Rxf7 7.Df3+ Re6 8.Cc3.
Aquestes variants són considerades usualment massa difícils per tal que les negres es defensin sobre el tauler, però són de vegades emprades en joc per correspondència.
En lloc d'això, les negres trien habitualment passar a un gambit tot jugant 5...Ca5 (la línia principal), 5...Cd4 o 5...b5.
Després de 5...Ca5, Paul Morphy proposà de mantenir el peó de gambit amb 6.d3.
La variant Morphy no ha estat popular, perquè de fa molt es coneix que les negres obtenen bones oportunitats pel peó amb 6...h6 7.Cf3 e4 8.De2 Cxc4 9.dxc4 Ac5. (Bronstein va jugar un cop el sacrifici de peça 8.dxe4!? amb èxit, però la seva validesa és dubtosa.)
Al contrari, les blanques usualment juguen 6.Ab5+, quan el joc sempre continua 6...c6 7.dxc6 bxc6 8.Ae2 h6.
(El moviment 8.Df3?!, popular al segle xix, i reviscut per Bogoliúbov al segle xx, encara es juga ocasionalment, però les negres obtenen un fort atac tant després de 8...h6! com de 8...Tb8.)
Les blanques poden també triar retrocedir amb el cavall.
El moviment usual aquí és 9.Cf3, després del qual les negres obtenen alguna iniciativa després de 9...e4 10.Ce5 Ad6 (aquesta és considerada la línia principal de la defensa dels dos cavalls).
Steinitz, al contrari, va afavorir 9.Ch3, tot i que no li va reporar massa èxit en el seu famós matx per cable de 1891 contra en Txigorin.
La variant Steinitz quedà bastant en l'oblit fins que en Fischer la va reviure els 1960.
Nigel Short va liderar un segon ressorgiment de 9.Ch3 en els 1990, i avui és considerada com a de força aproximadament igual que la més comuna 9.Cf3.
Les alternatives negres a 5...Ca5, la variant Fritz 5...Cd4, i la variant Ulvestad 5...b5, estan relacionades, i comparteixen una subvariant.
El mestre estatunidenc Olav Ulvestad introduí 5...b5 en un article de 1941 a Chess Review.
Les blanques tenen probablement una única bona resposta.
Fluixes són 6.Axb5 Dxd5 7.Axc6 Dxc6 I 6.dxc6 bxc4 7.Cc3; la jugada més forta és la sorprenent 6.Af1!, protegint g2 de manera que les blanques poden respondre 6...Dxd5? amb 7.Cc3.
La millor resposta negra és transposar a la variant Fritz amb 6...Cd4, que mostra un altre avantatge de 6.Af1, ja que l'alfil no queda atacat com sí que estaria si les blanques haguessin fet 6.Be2.
El mestre alemany Alexander Fritz (1857–1932) suggerí 5...Cd4 a Carl Schlechter, que va escriure sobre la idea a l'edició de 1904 de Deutsche Schachzeitung.
El 1907 el mateix Fritz va escriure un article sobre aquest moviment al diari suec Tidskrift för Schack.
La millor resposta blanca és 6.c3, quan la partida continua 6...b5 7.Af1 Cxd5 8.Ce4 o 8.h4.

### 4.Cc3
L'intent de defensar el peó amb 4.Cc3 no funciona massa bé, atès que les negres poden capturar el peó de tota manera, i fer servir una posterior forquilla per recapturar la peça, 4.Cc3?! Cxe4! 5.Cxe4 d5.
L'intent 5.Axf7+? no ajuda, ja que les negres tenen la parella d'alfils i millor posició després de 5...Rxf7 6.Cxe4 d5.
Al contrari, 4.Cc3 es juga habitualment com un intent d'entregar el peó 'e', en l'anomenat gambit Boden-Kieseritzky, 4.Cc3 Cxe4 5.0-0.
Aquest gambit no és massa vist en torneigs, ja que no està ben considerat per la teoria, però pot oferir opcions pràctiques, especialment en partides ràpides.

### 4.d3
El tranquil moviment 4.d3 transposa al Giuoco Pianissimo si les negres responen 4...Ac5, però també hi ha variants independents després de 4...Ae7 o 4...h6.
Les blanques escullen evitar les batalles tàctiques que són comunes en altres línies de la Dos Cavalls, i volen entrar en un joc més posicional.
Les posicions resultants prenen algunes característiques de l'obertura Ruy López si les blanques juguen c3 i retiren l'alfil a c2 via Ac4-b3-c2.
Aquesta jugada va esdevenir popular en els 1980 i va ser usada per John Nunn entre d'altres.
Les negres poden lluitar contra l'intent blanc d'evitar el joc tàctic tot contestant 4...d5!?.

### 4.d4
Les blanques poden triar desenvolupar-se ràpidament amb 4.d4 exd4 5.0-0.
Ara les negres poden igualar simplement eliminant el darrer peó central blanc, amb 5...Cxe4, després del qual les blanques recuperen el material amb 6.Te1 d5 7.Axd5 Dxd5 8.Cc3 però les negres mantenen una posició confortable després de 8...Da5 o 8...Dh5, o bé obtenen bones oportunitats amb l'atac Max Lange després de 5...Ac5 6.e5 d5.
El molt analitzat "Max Lange" pot sorgir també del Giuoco Piano o de l'obertura escocesa.
Les blanques poden evitar aquestes línies jugant 5.e5, una línia sovint emprada per Svéixnikov.
Després de 5.e5, tant 5...Ce4 com 5...Cg4 són respostes jugables, però més comuna i natural és 5...d5 6.Ab5 Ce4 7.Cxd4 Ac5, amb joc agut.